# Železniční trať Čerčany – Světlá nad Sázavou
Železniční trať Čerčany – Světlá nad Sázavou (v jízdním řádu pro cestující označená číslem 212) je regionální železniční trať ve Středočeském kraji a kraji Vysočina.
Trať je dlouhá 91 km a vede z Čerčan přes Ledečko, Kácov, Zruč nad Sázavou a Ledeč nad Sázavou do Světlé nad Sázavou. Trať probíhá údolím řeky Sázavy a prochází osmi tunely.

## Historie
Na trati byl zahájen provoz v roce 1901, dokončena byla potom v roce 1903. Šlo o dva navazující projekty: nejprve trať Kolín - Rataje nad Sázavou - Čerčany (- Benešov) s odbočkou do Kácova, pak navazující trať z Kácova do Světlé nad Sázavou. Dodnes je na trati zachováno trojí staničení (kilometrické údaje se třemi různými počátky, viz průběh trati).
V prosinci 2016 byla stanice Sázava-Černé Budy přejmenována na Sázava.

## Vozidla
Provoz osobní dopravy byl v roce 2021 zajišťován pravidelně motorovými vozy řady 810 s přípojnými vozy BDtax, 841 a motorovými jednotkami Regionova. Pro svůj malebný charakter a turistický potenciál je trať oblíbeným úsekem pro konání historických jízd s parními lokomotivami, historickými motorovými lokomotivami (např. 720) a motorovými vozy (zejména 830, 831 a 801).[zdroj?]

## Navazující tratě

### Čerčany
- Železniční trať Praha – Vrané nad Vltavou – Čerčany/Dobříš
- Železniční trať Praha – Benešov u Prahy

### Ledečko
- Železniční trať Kolín–Ledečko

### Zruč nad Sázavou
- Železniční trať Kutná Hora – Zruč nad Sázavou

### Světlá nad Sázavou
- Železniční trať Kolín – Havlíčkův Brod

## Stanice a zastávky

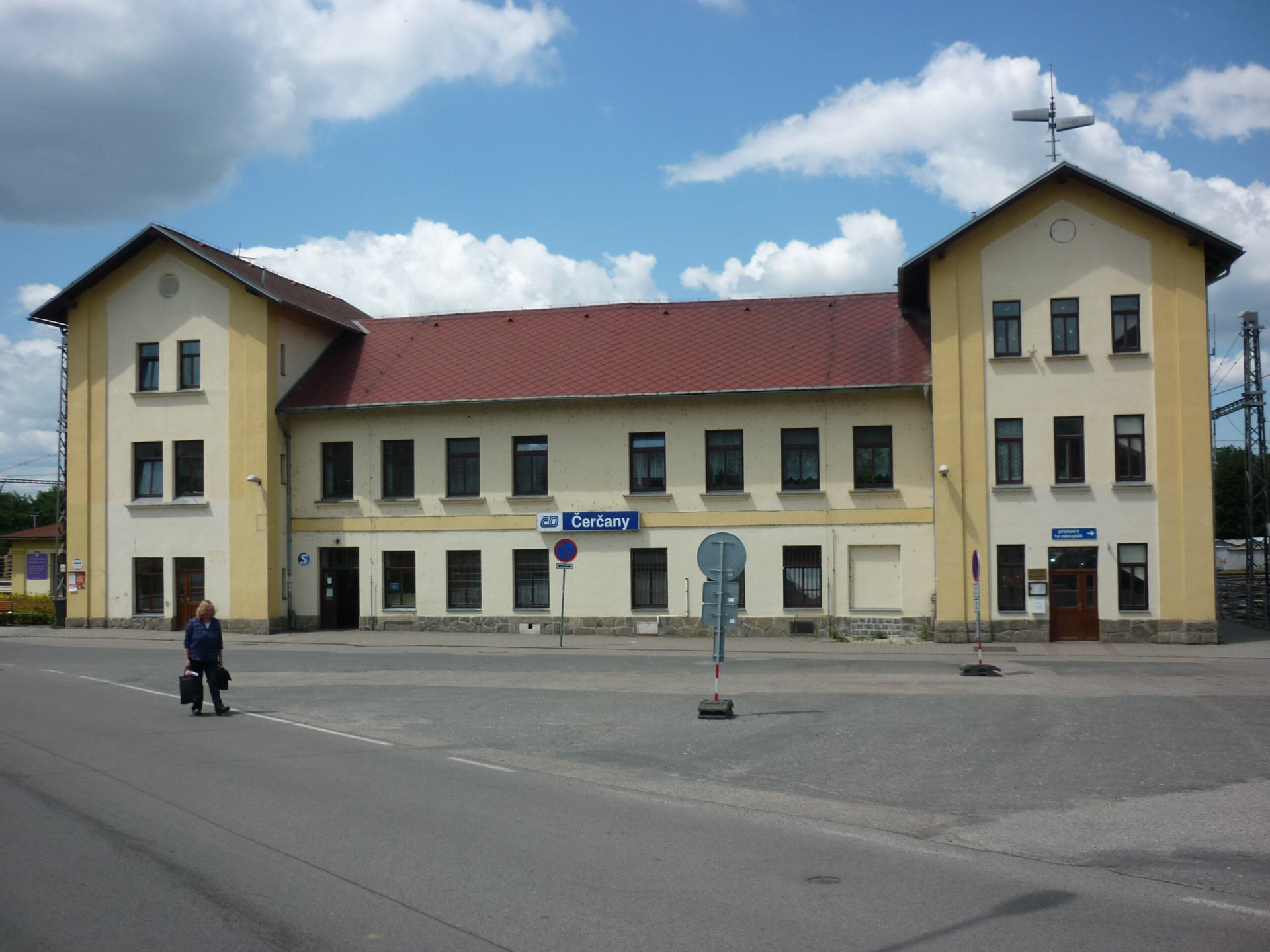
Čerčany
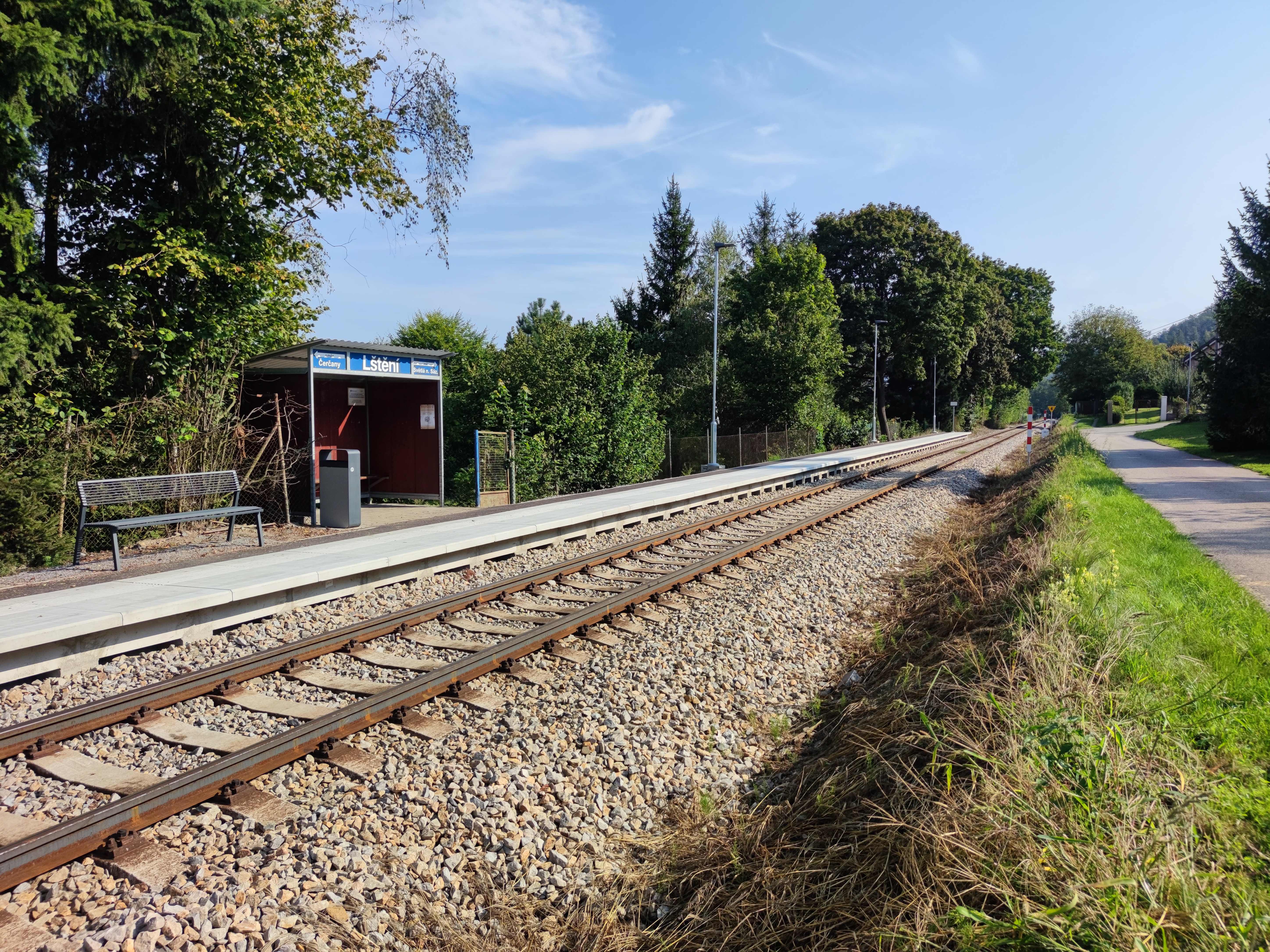
Lštění
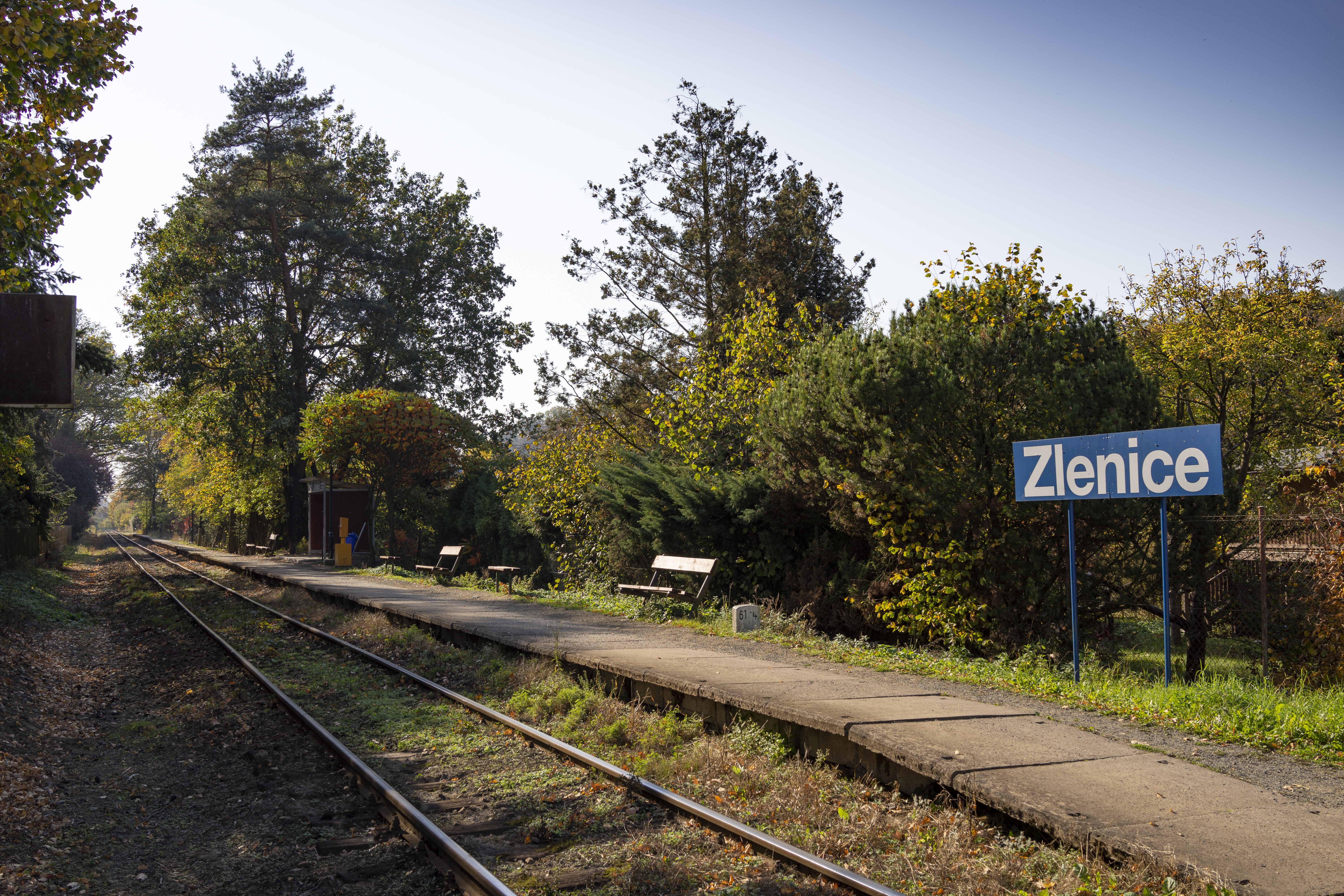
Zlenice
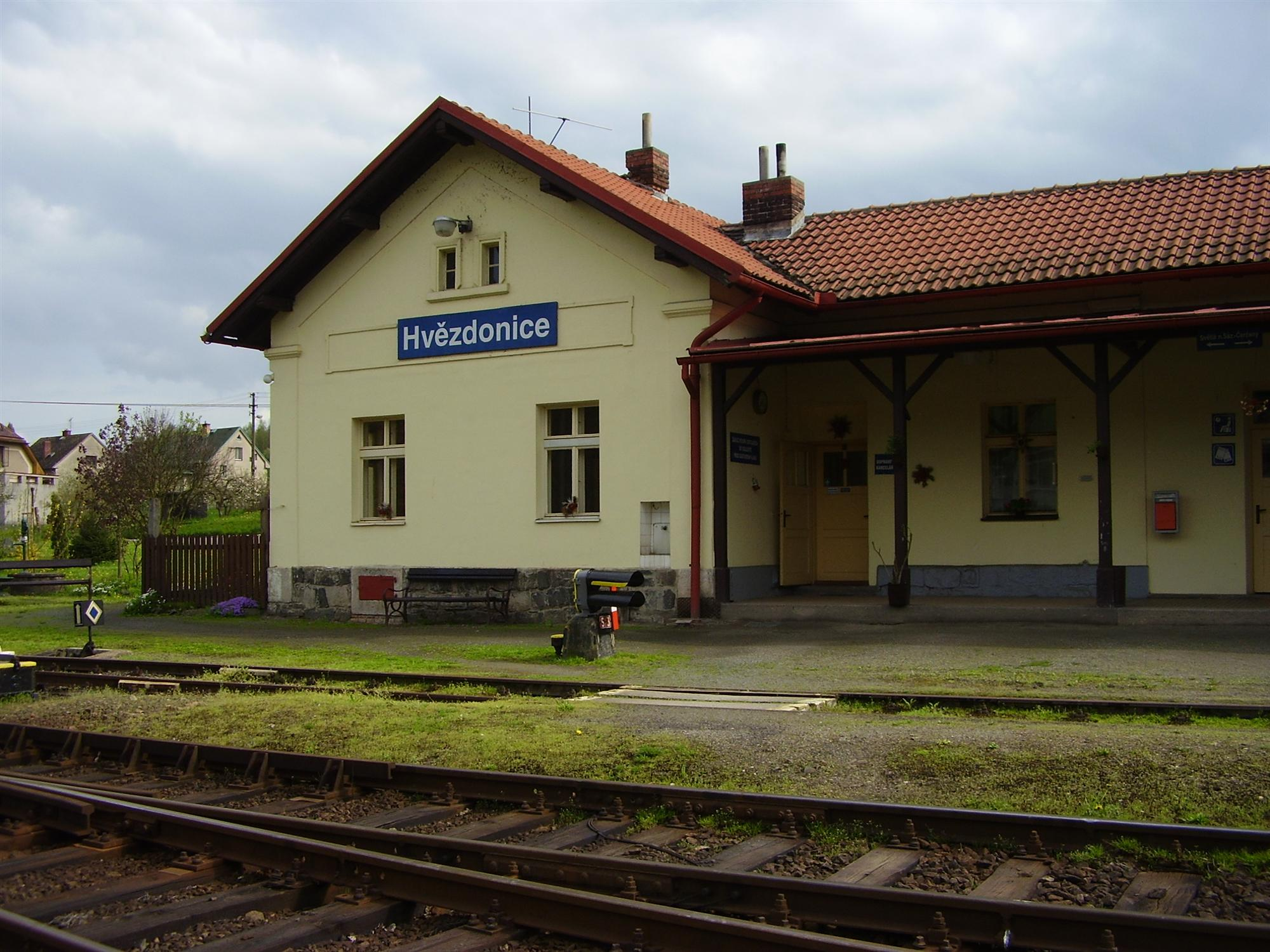
Hvězdonice
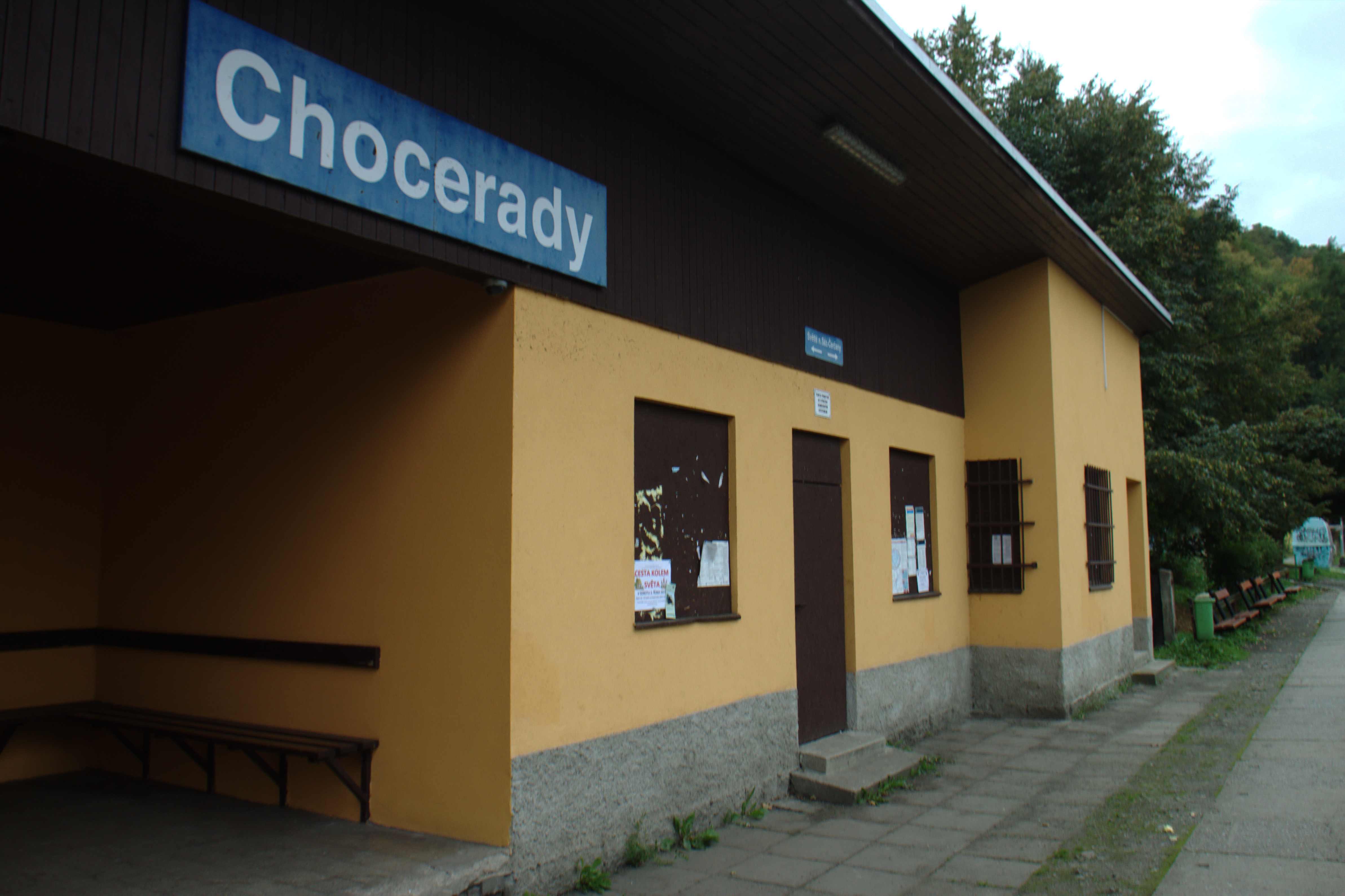
Chocerady
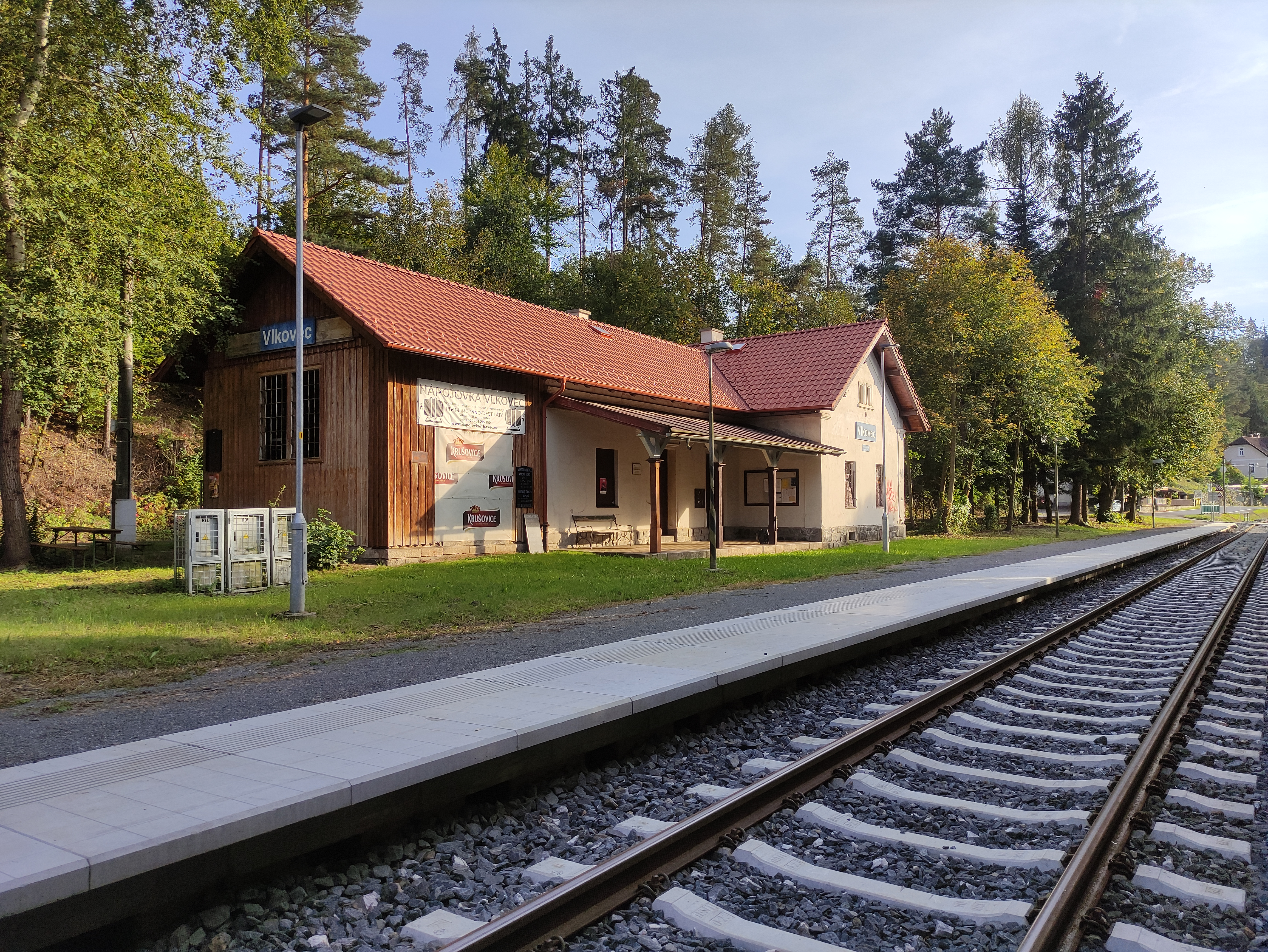
Vlkovec
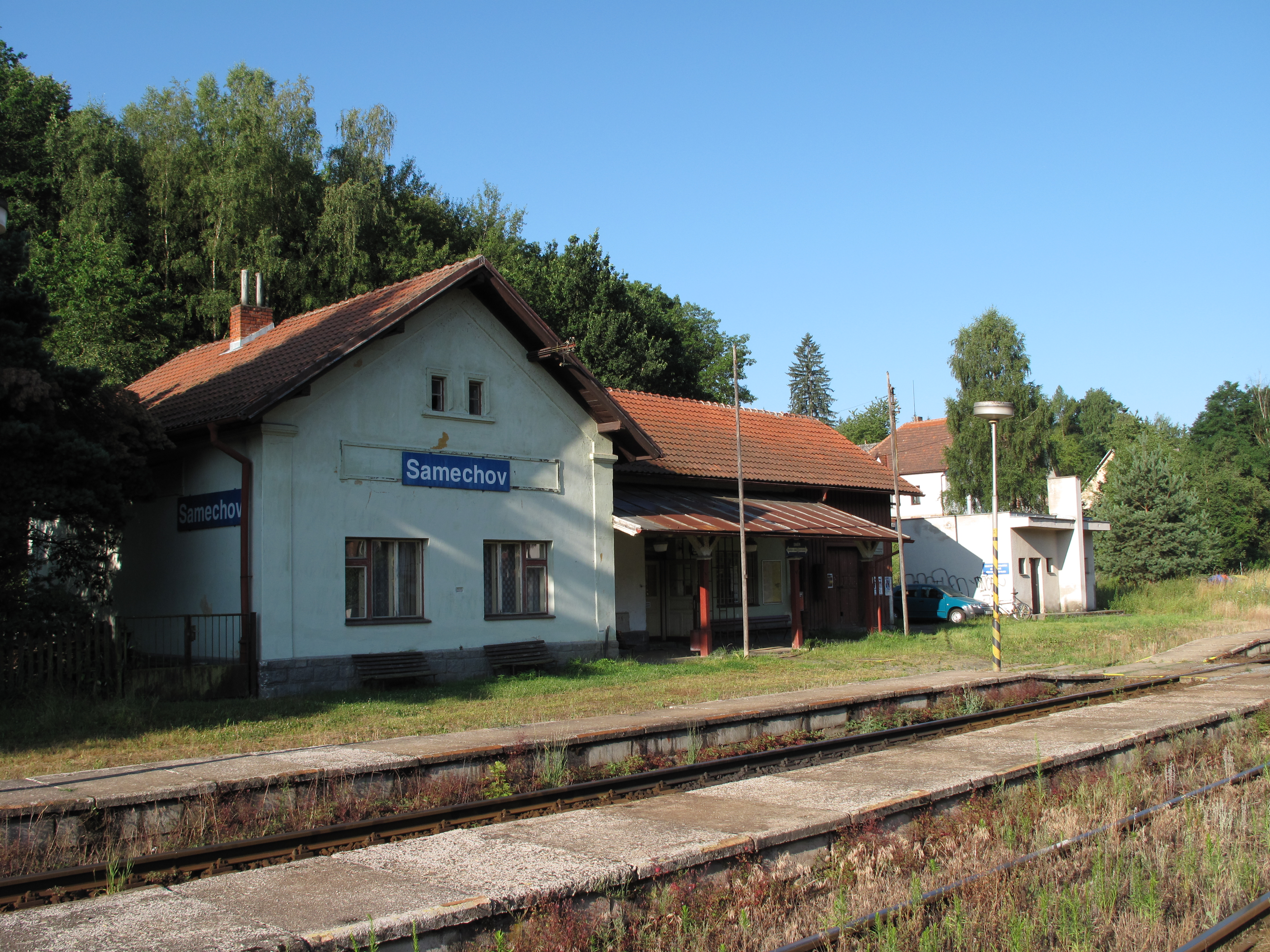
Samechov
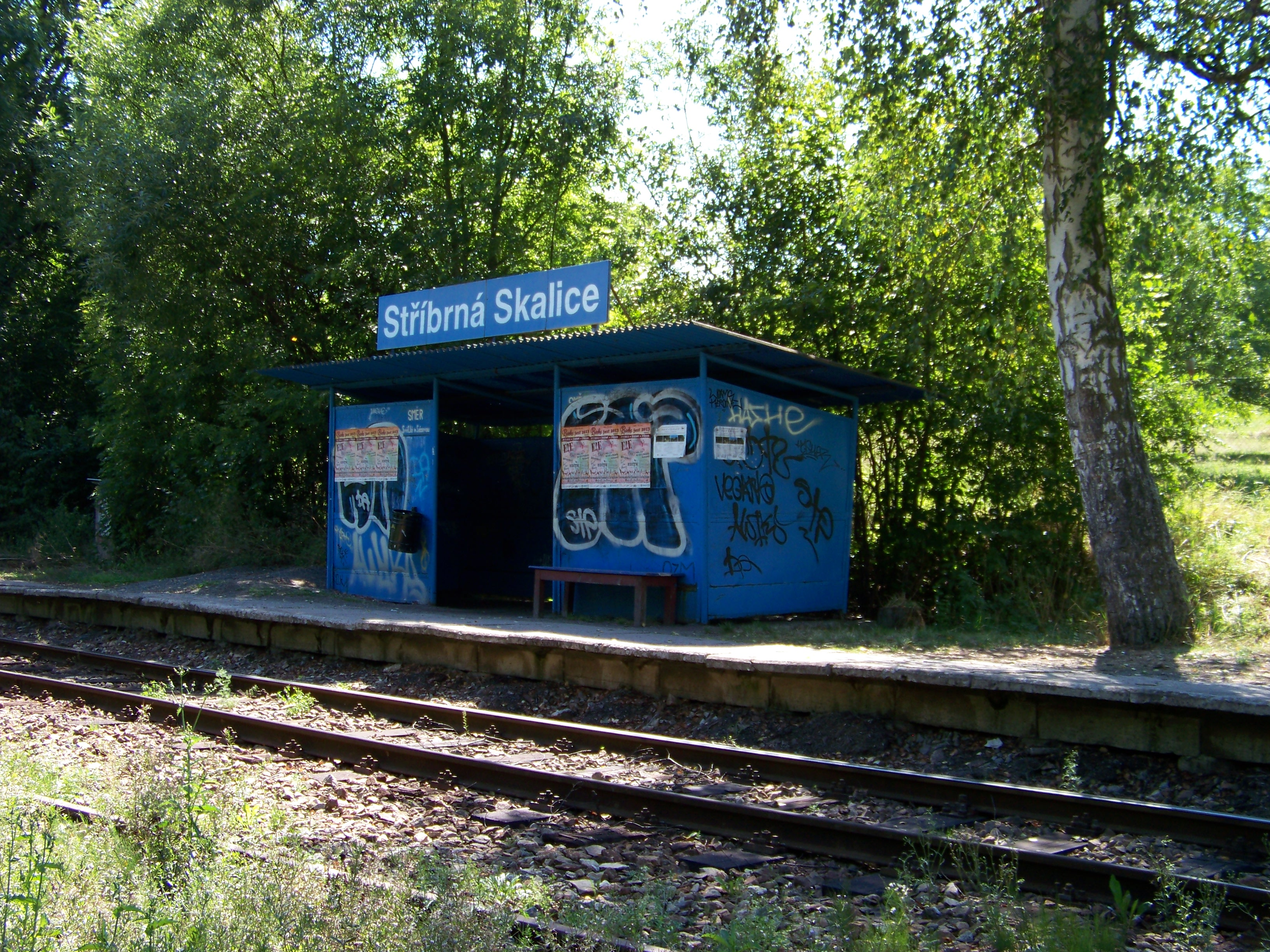
Stříbrná Skalice
Plužiny
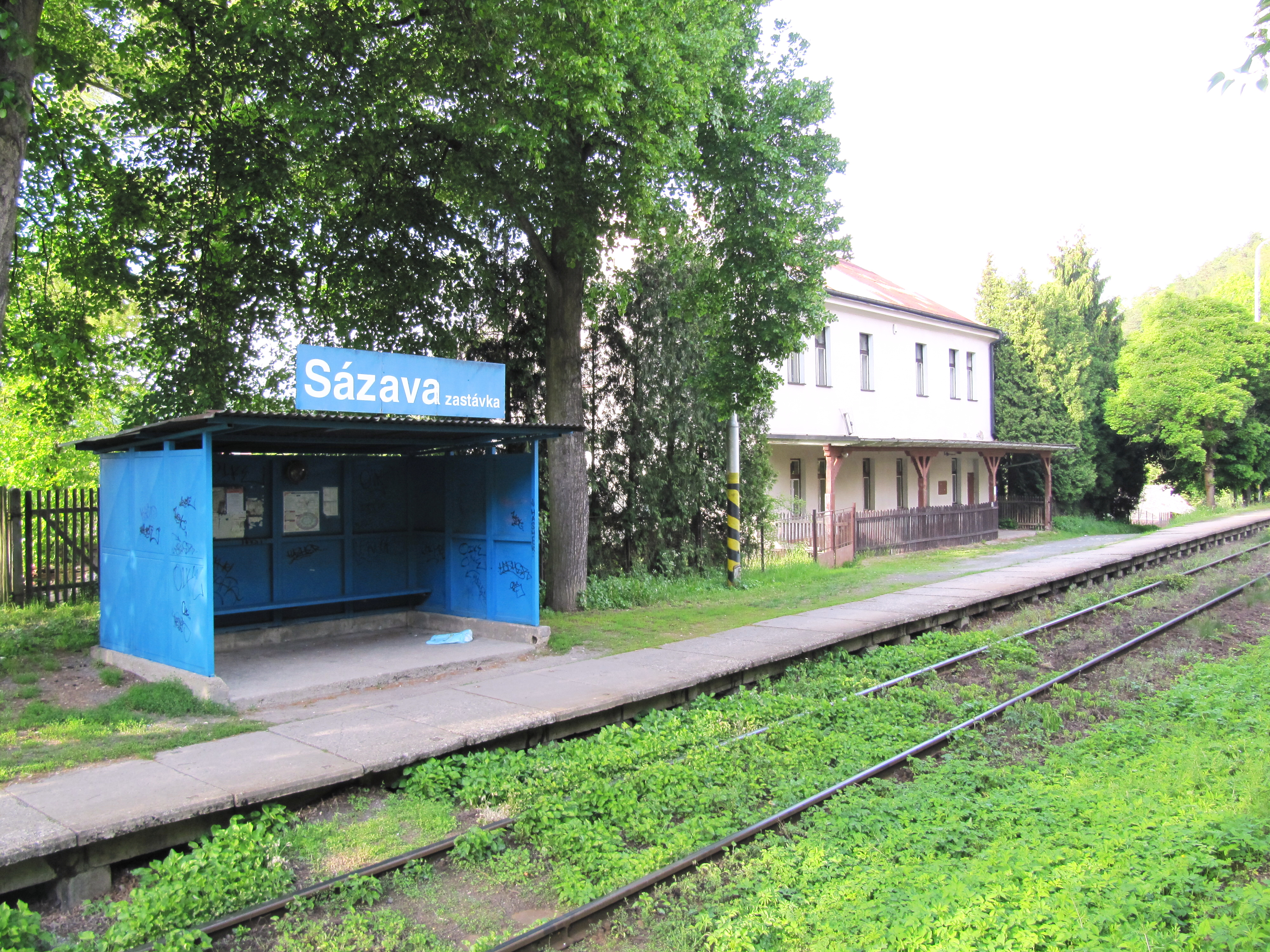
Sázava zastávka
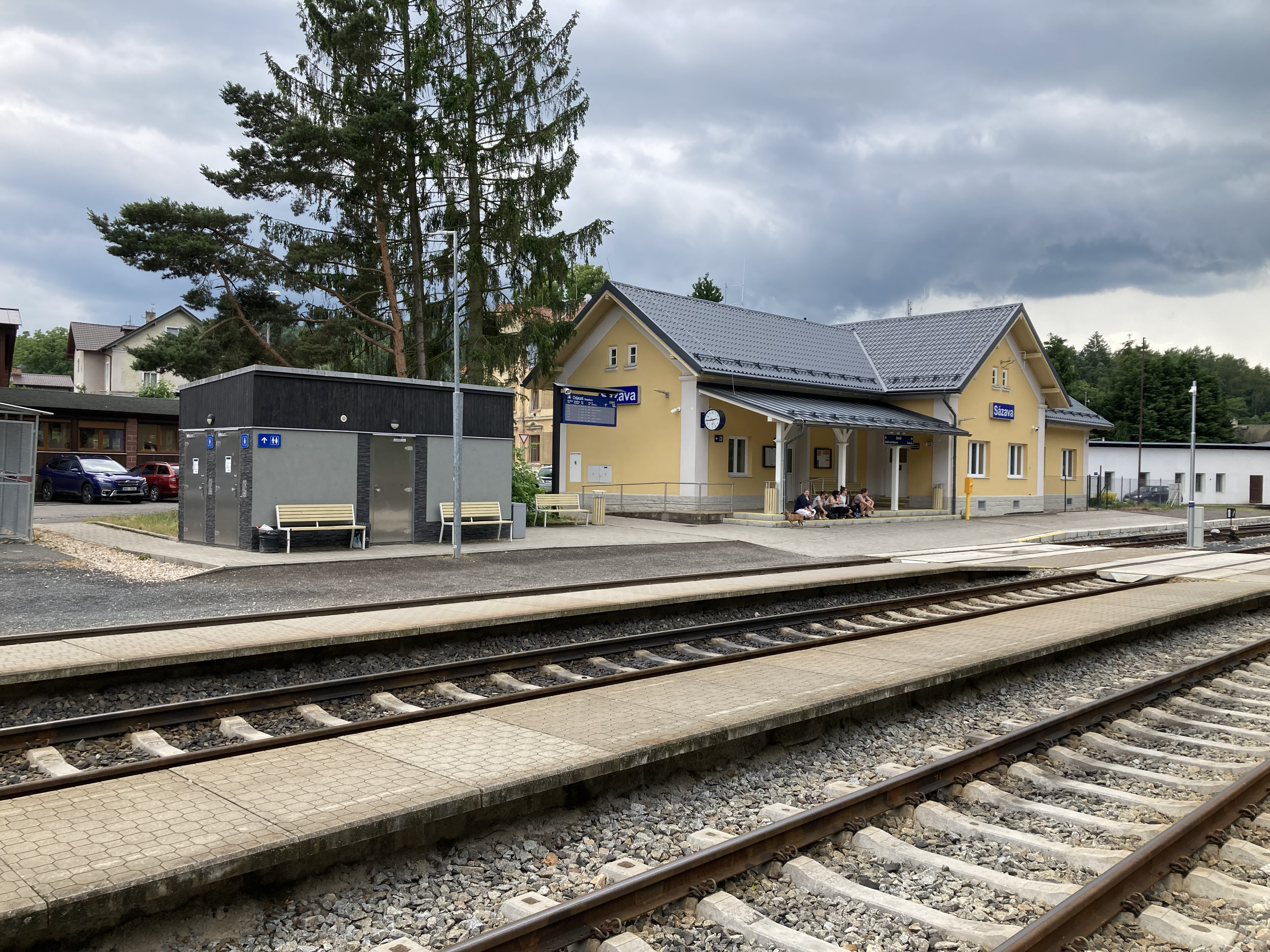
Sázava (dříve Sázava-Černé Budy)
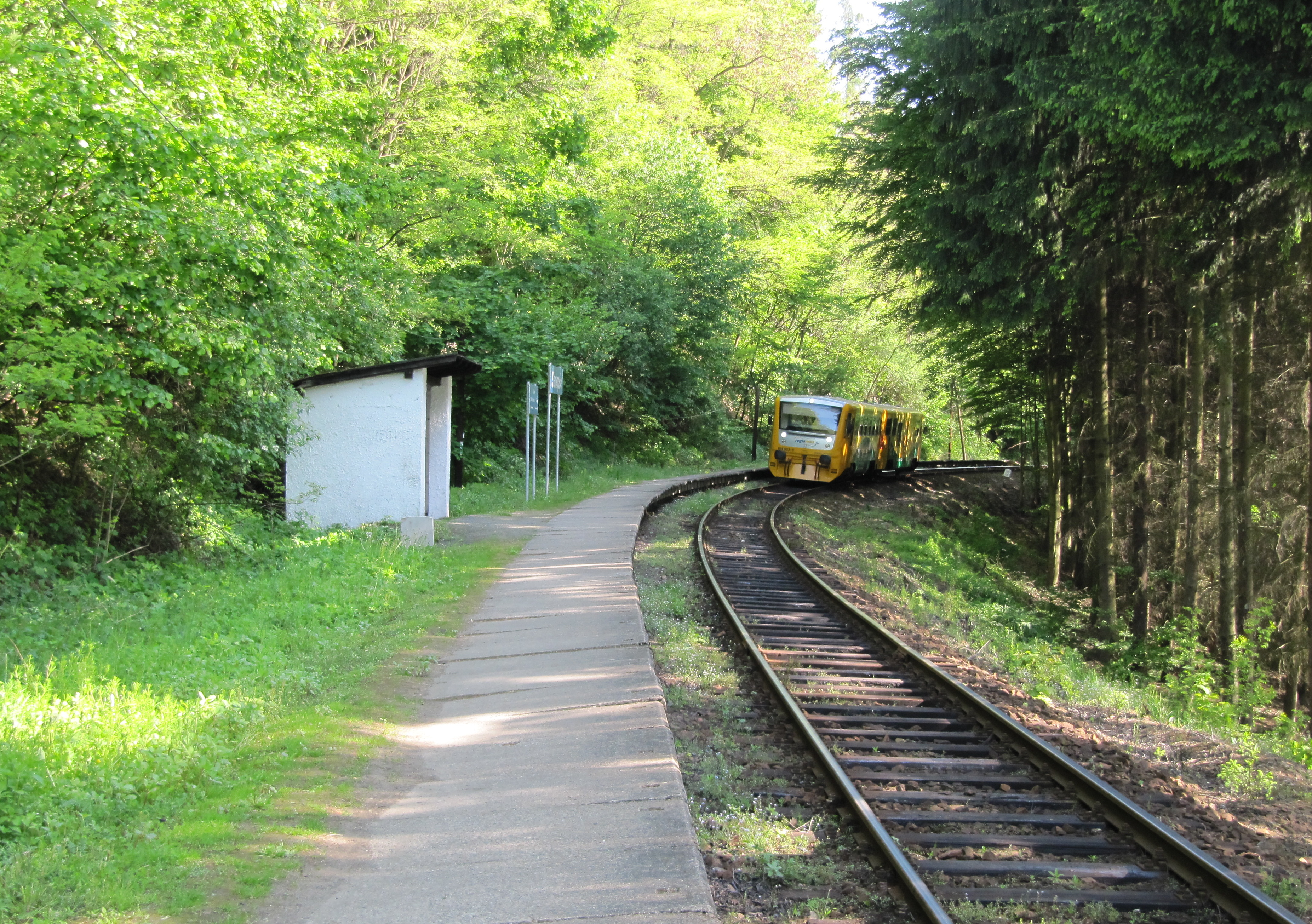
Samopše
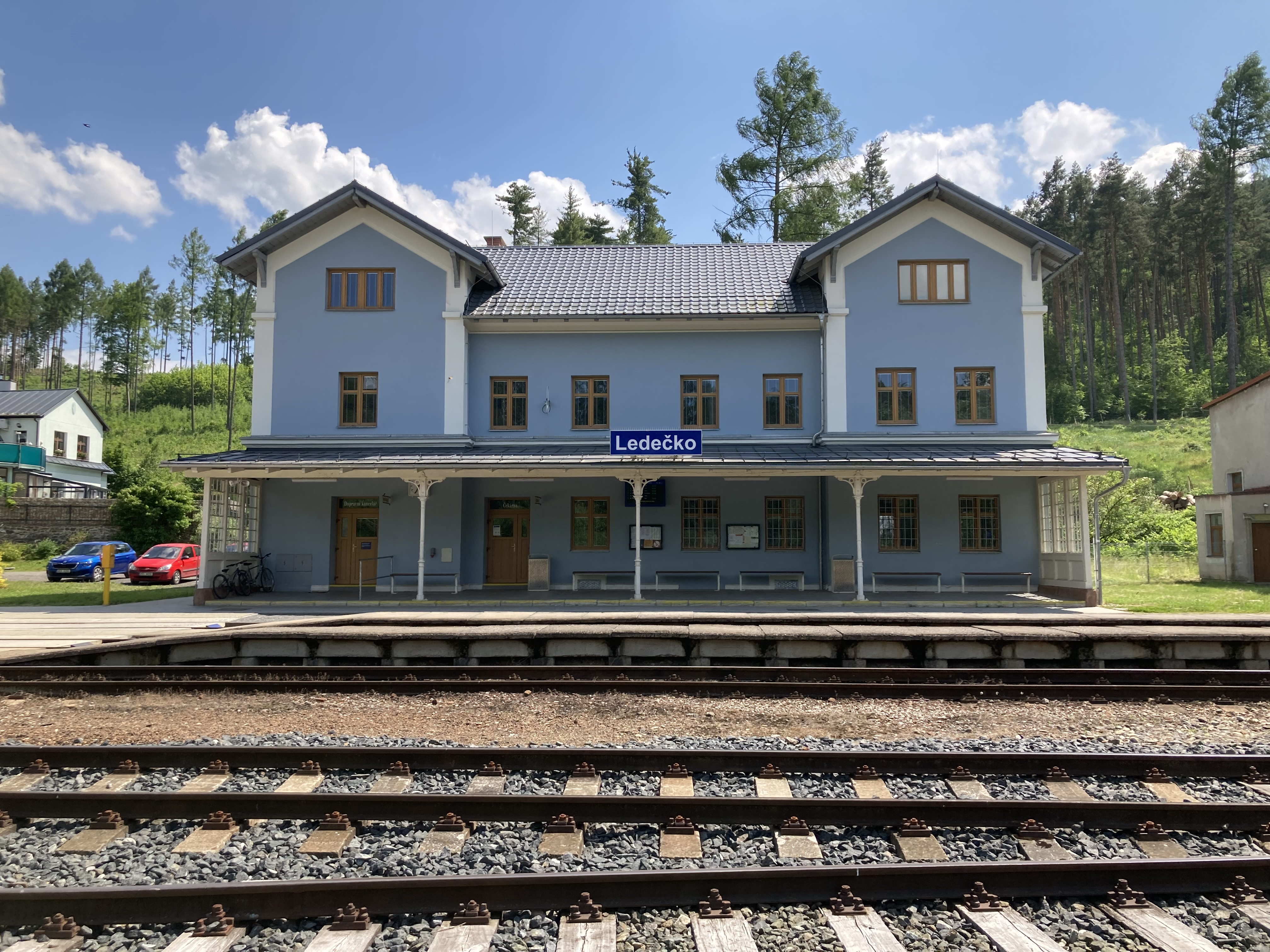
Ledečko
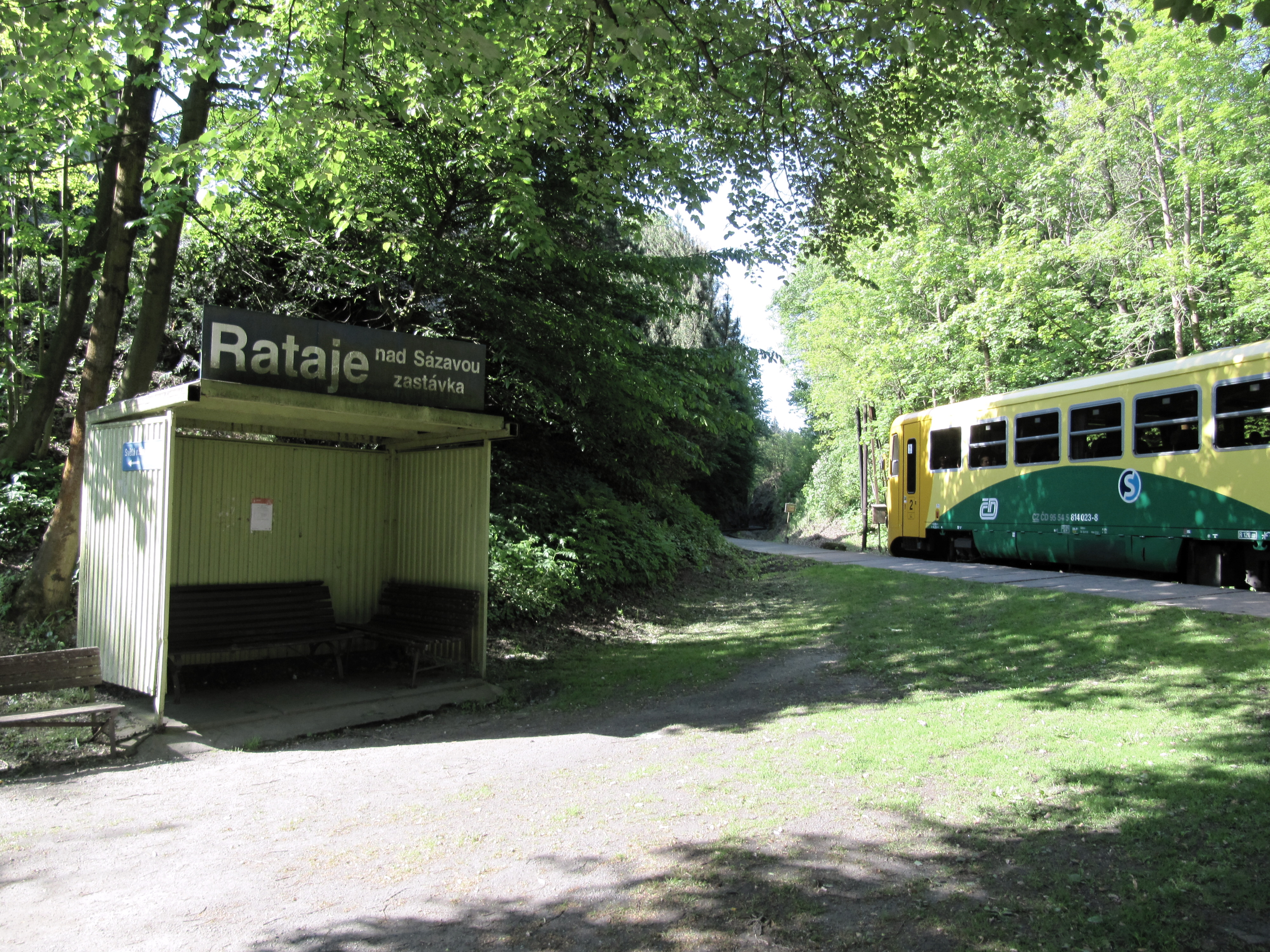
Rataje nad Sázavou zastávka
Rataje nad Sázavou–Ivaň
Malovidy
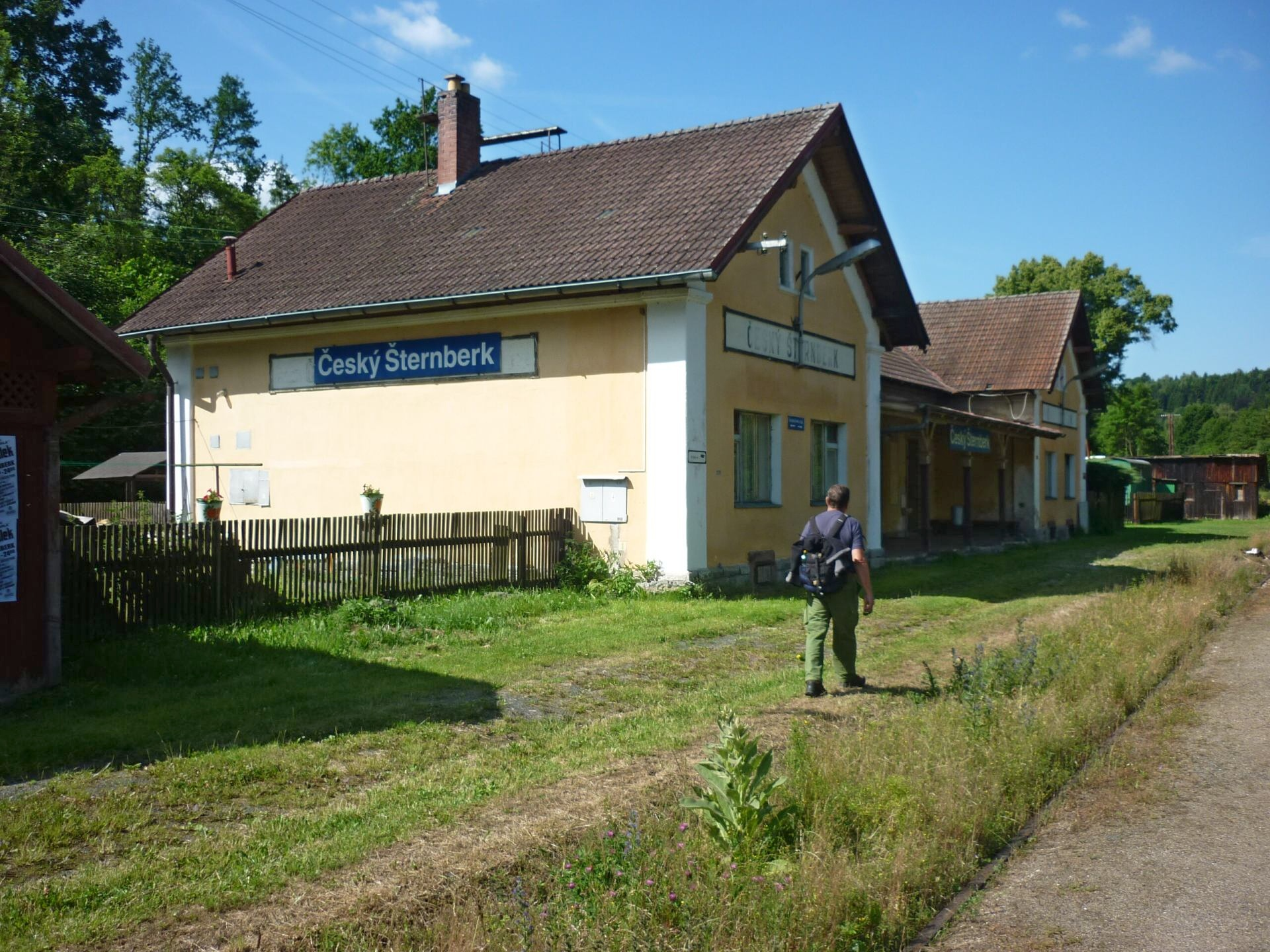
Český Šternberk
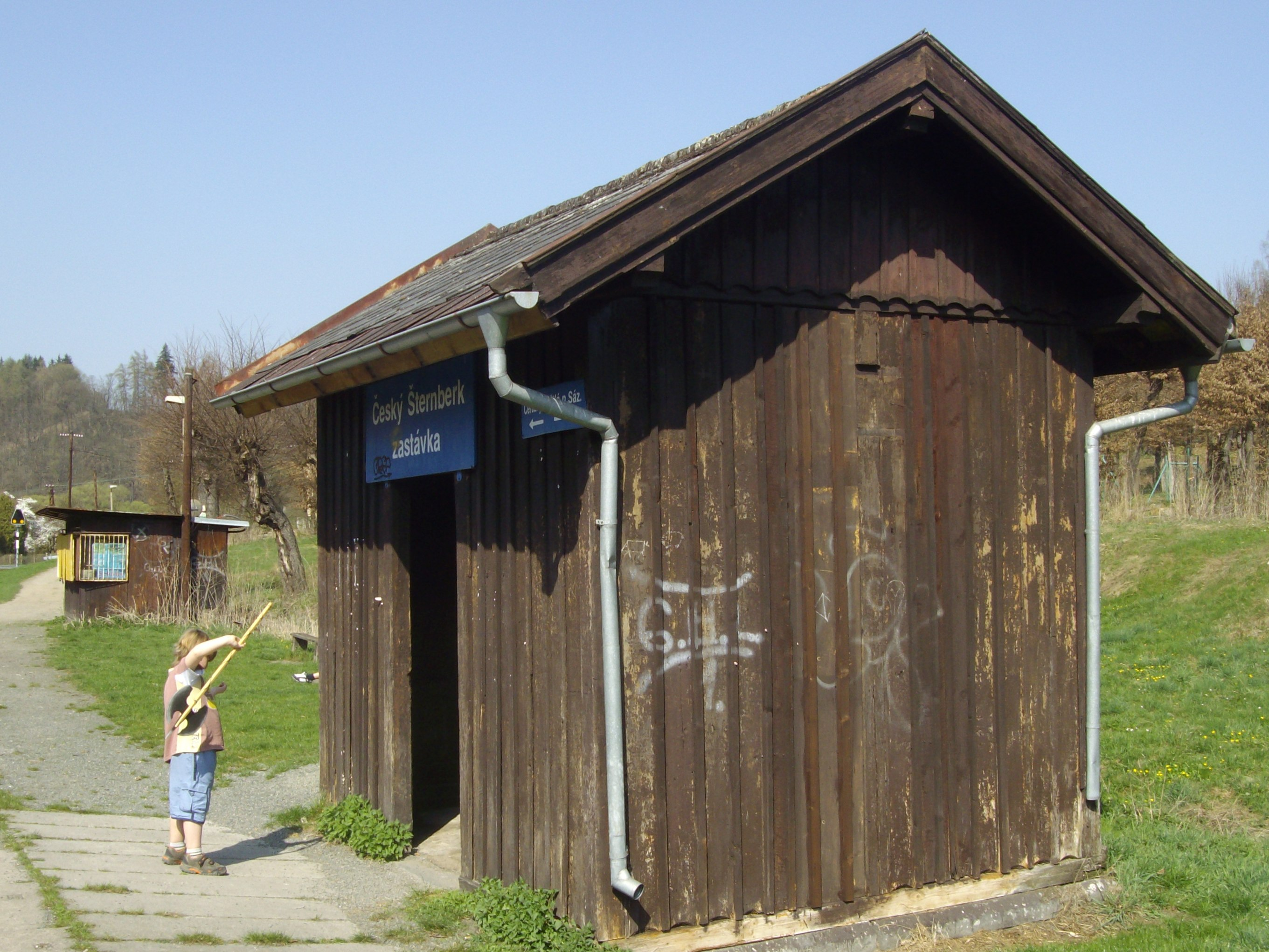
Český Šternberk zastávka
Soběšín
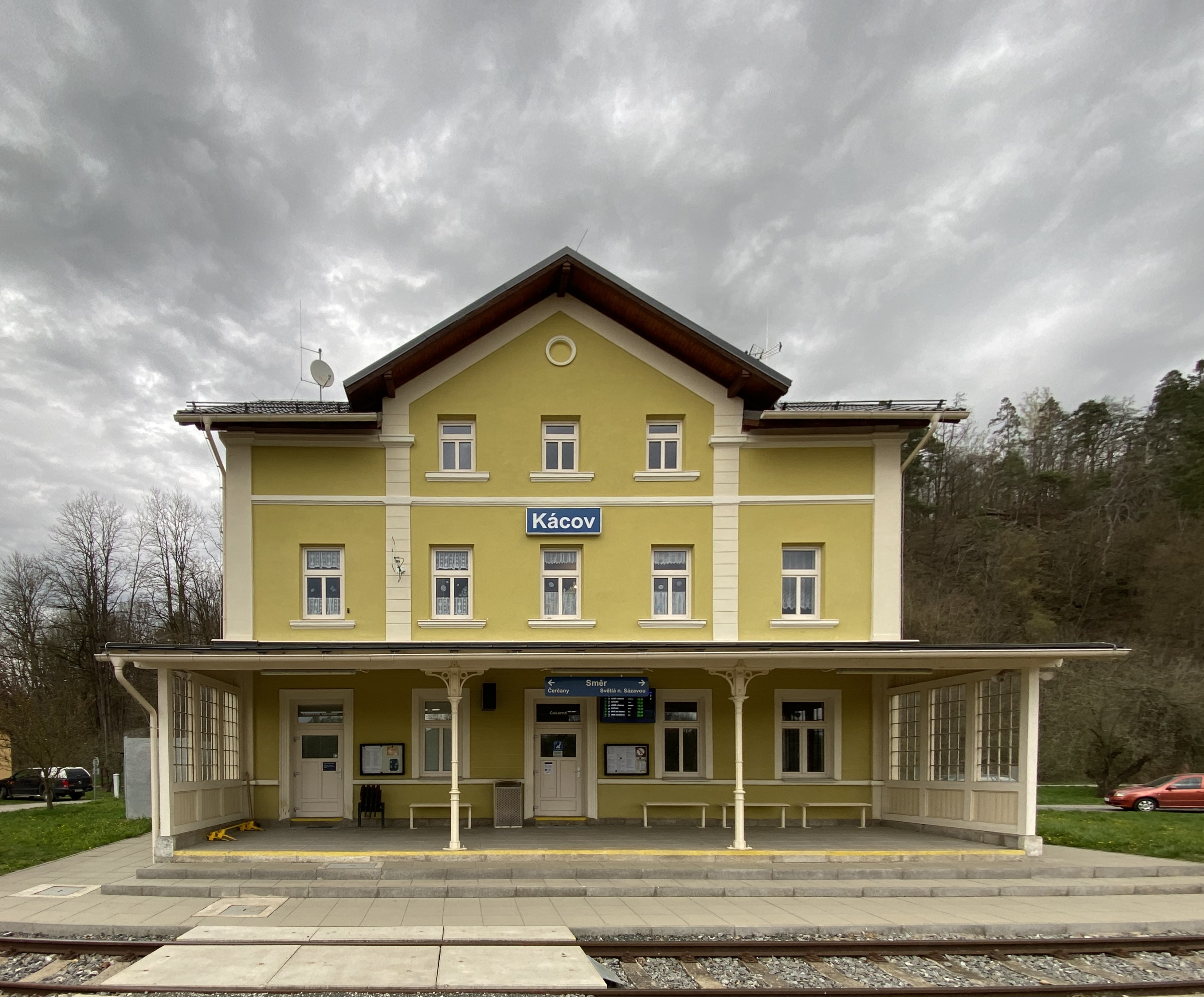
Kácov
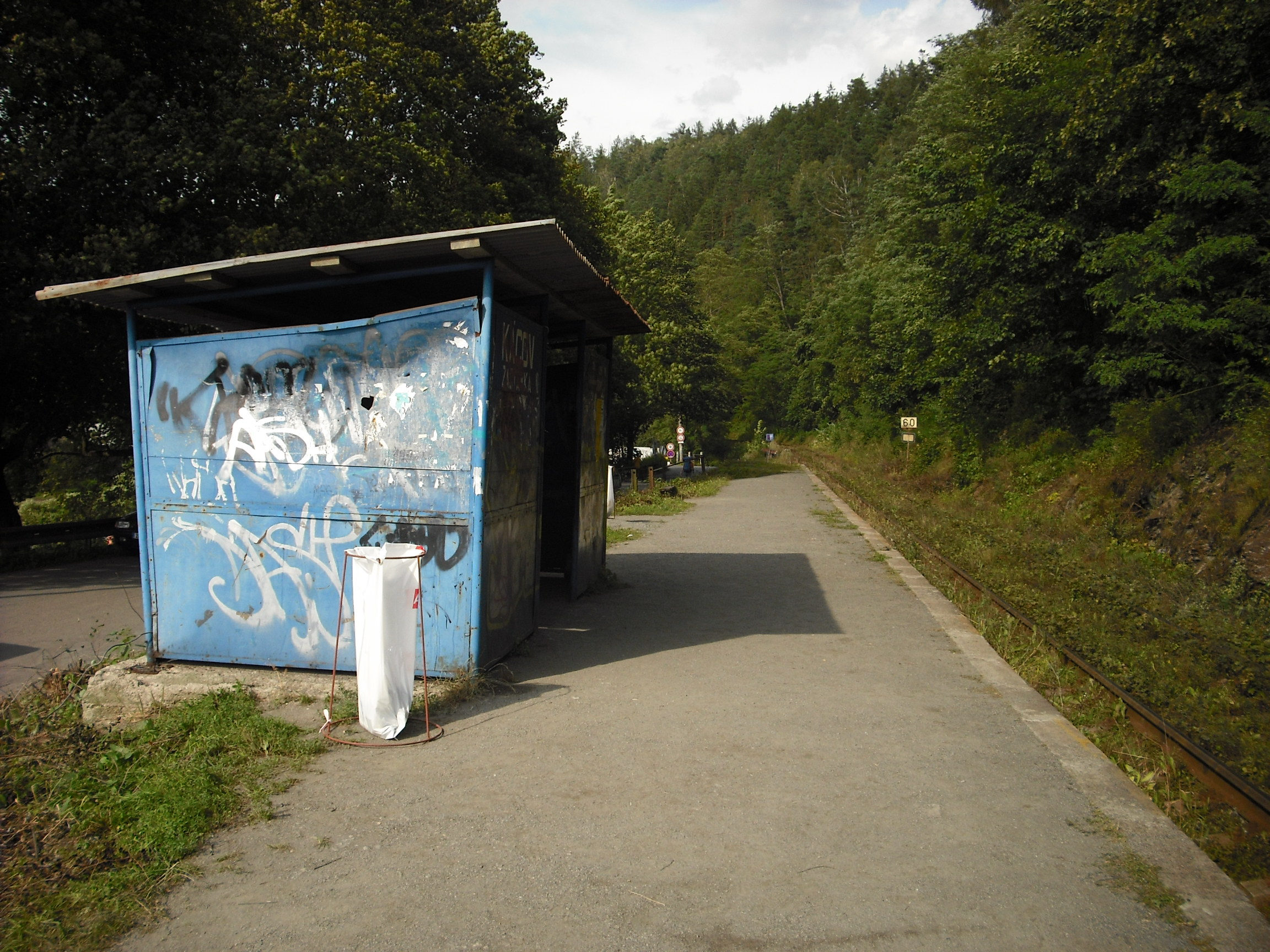
Kácov zastávka
Střechov nad Sázavou
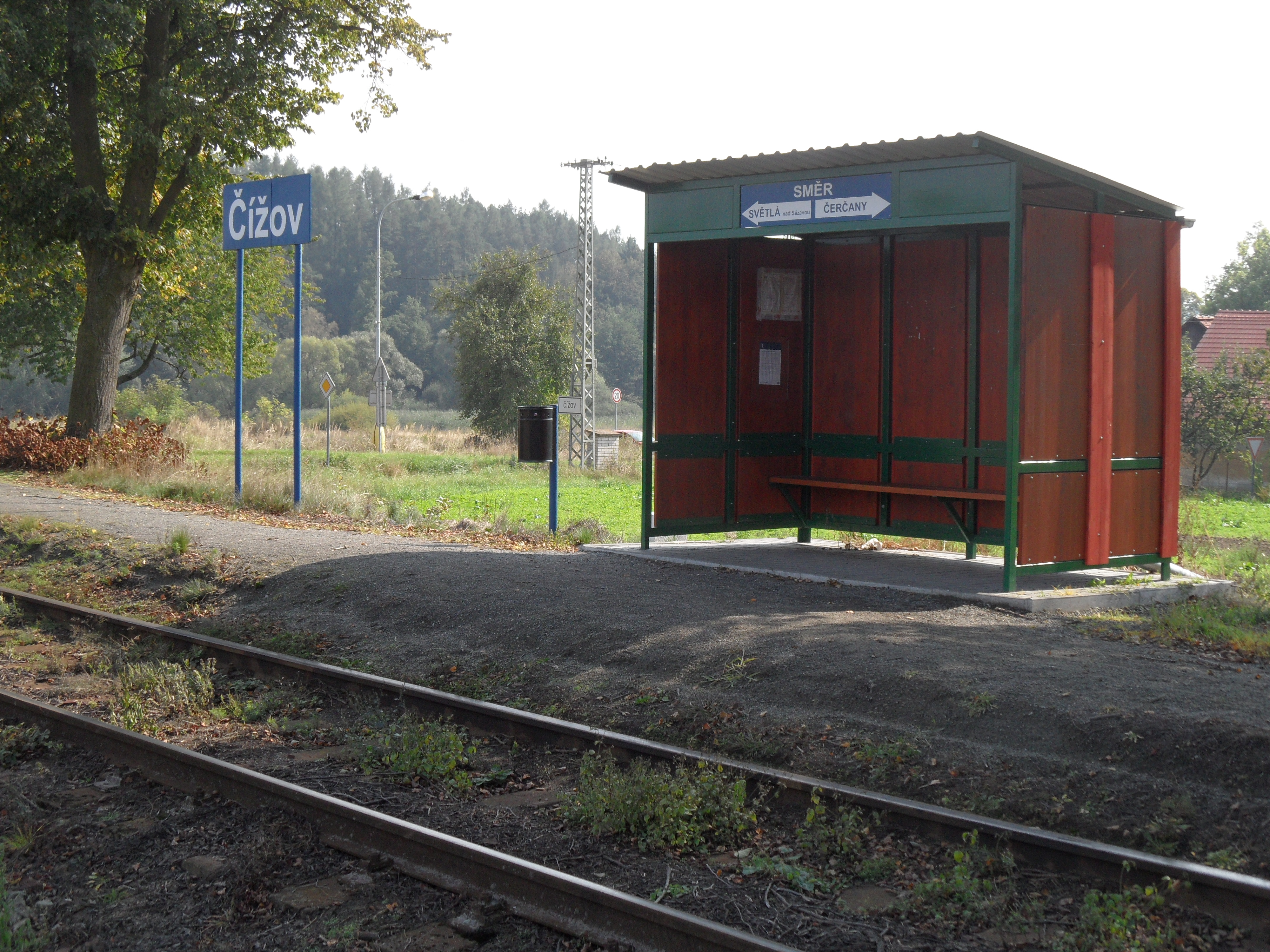
Čížov
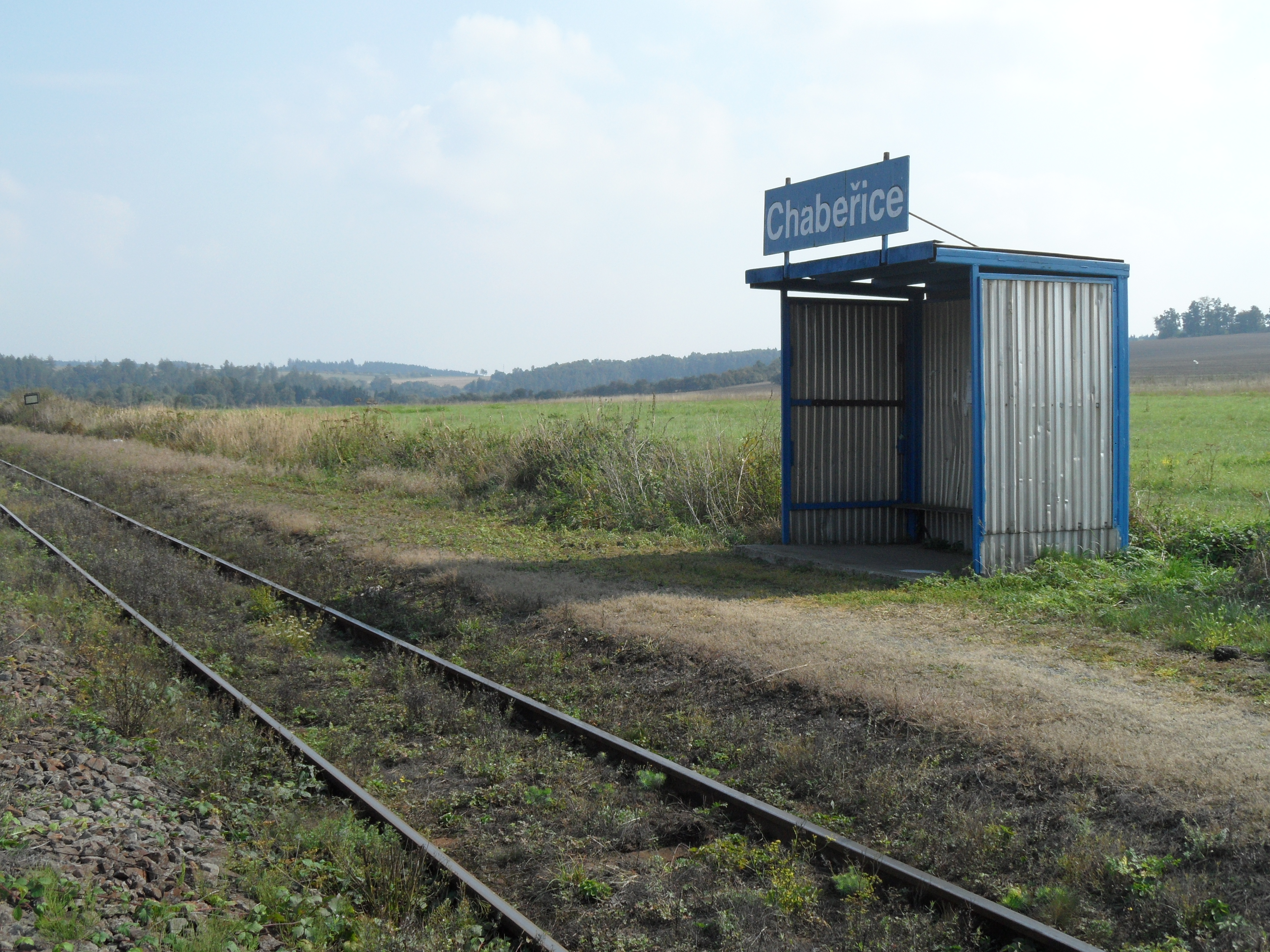
Chabeřice
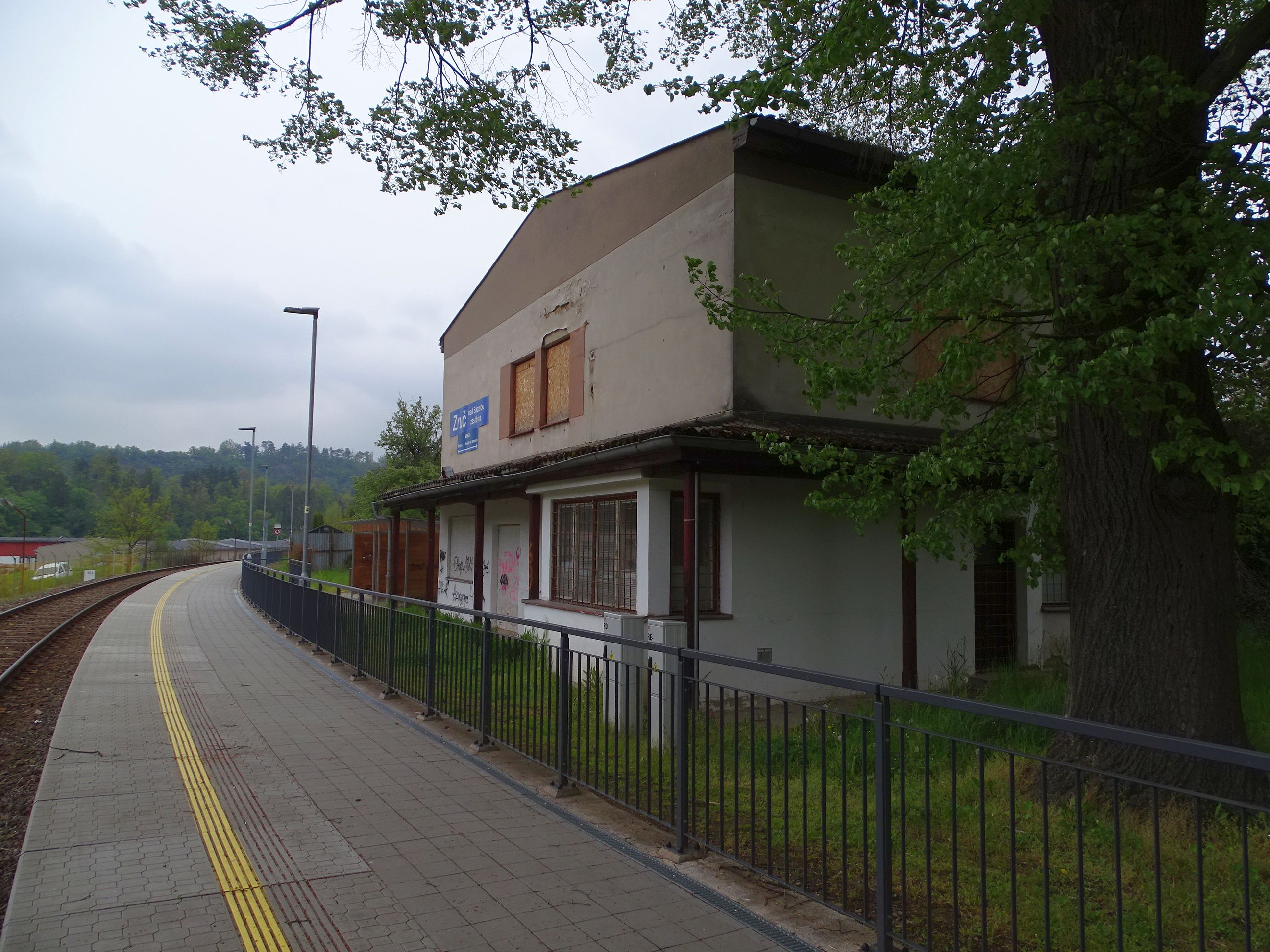
Zruč nad Sázavou zastávka
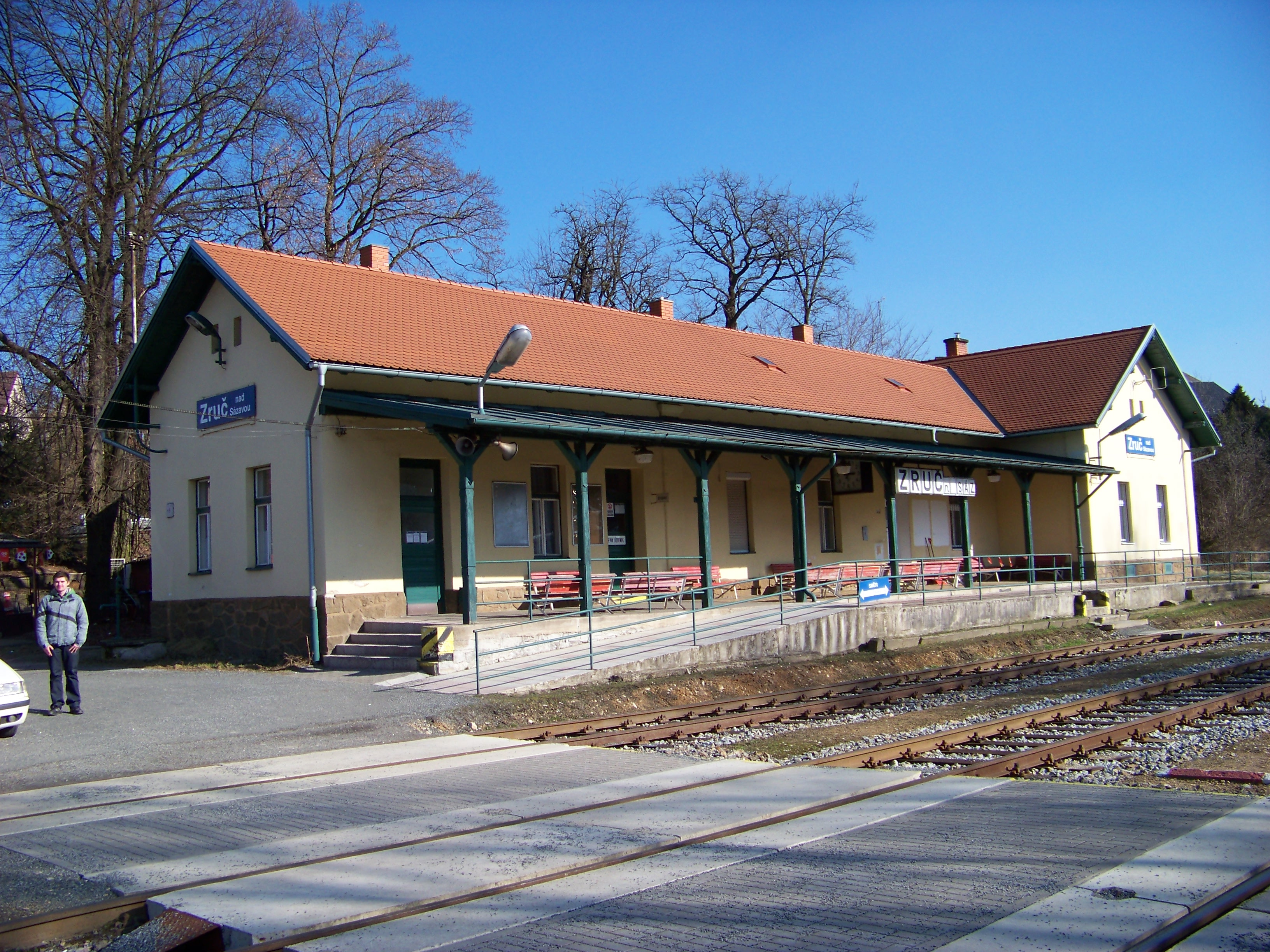
Zruč nad Sázavou
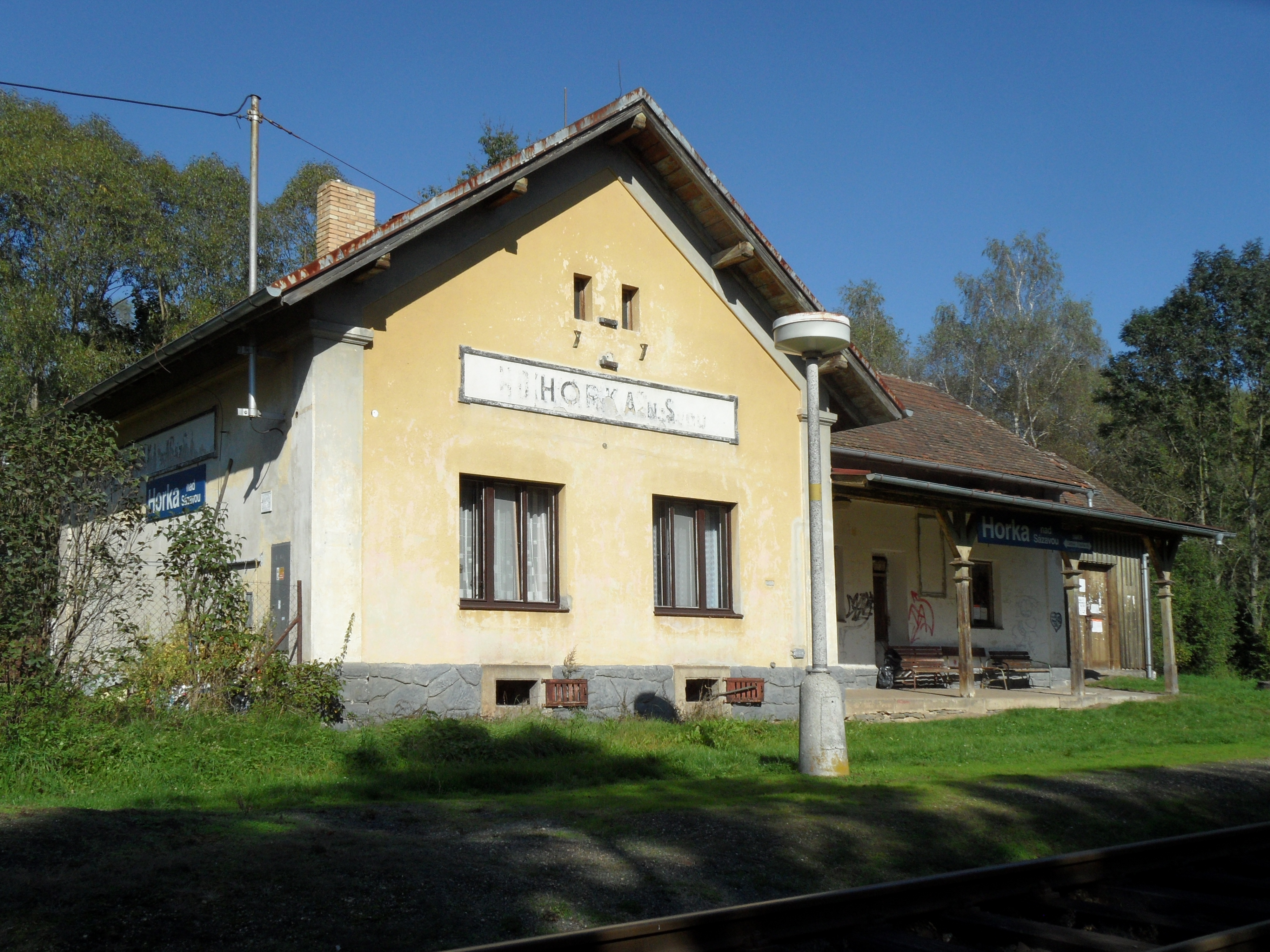
Horka nad Sázavou
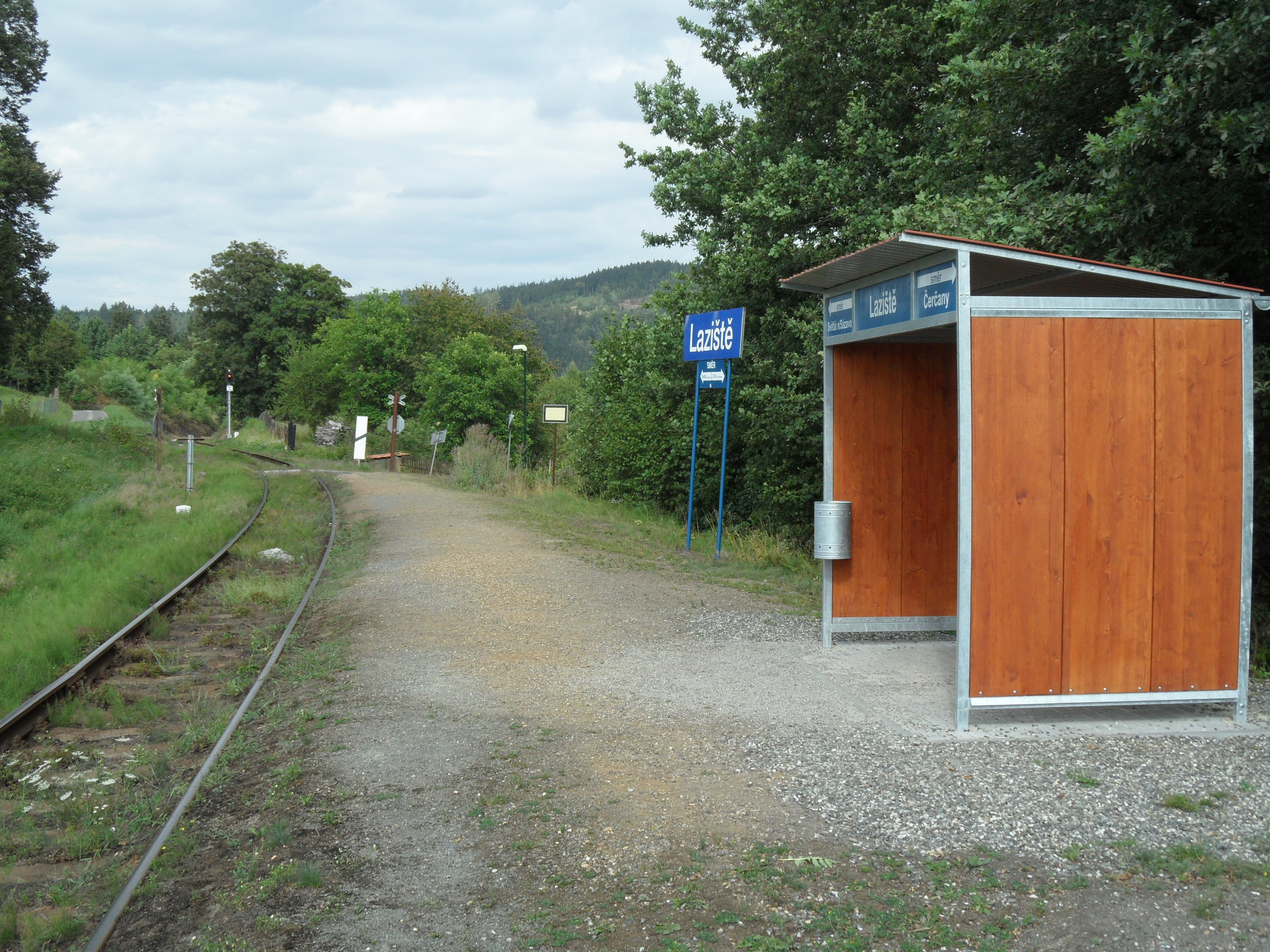
Laziště
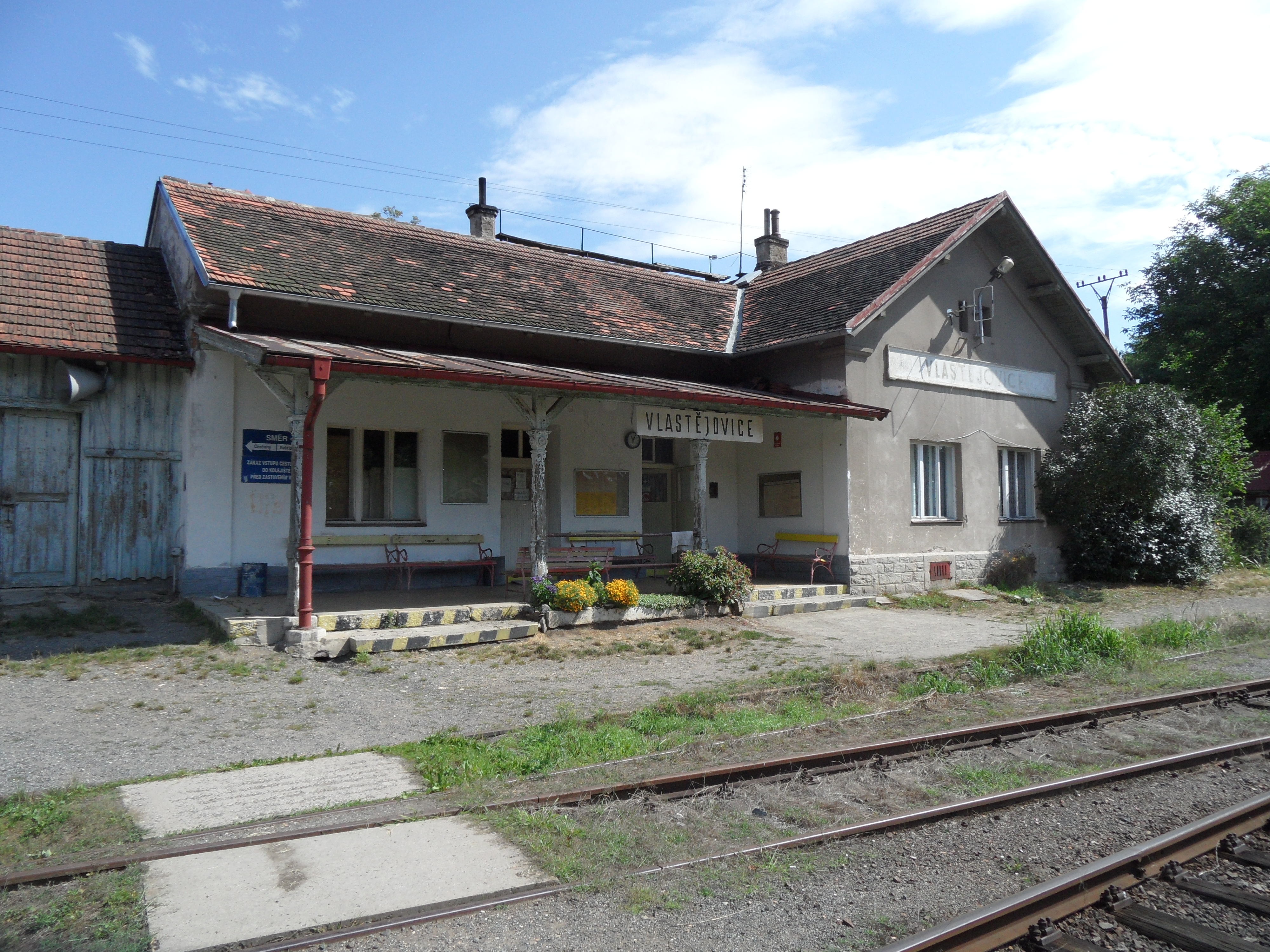
Vlastějovice
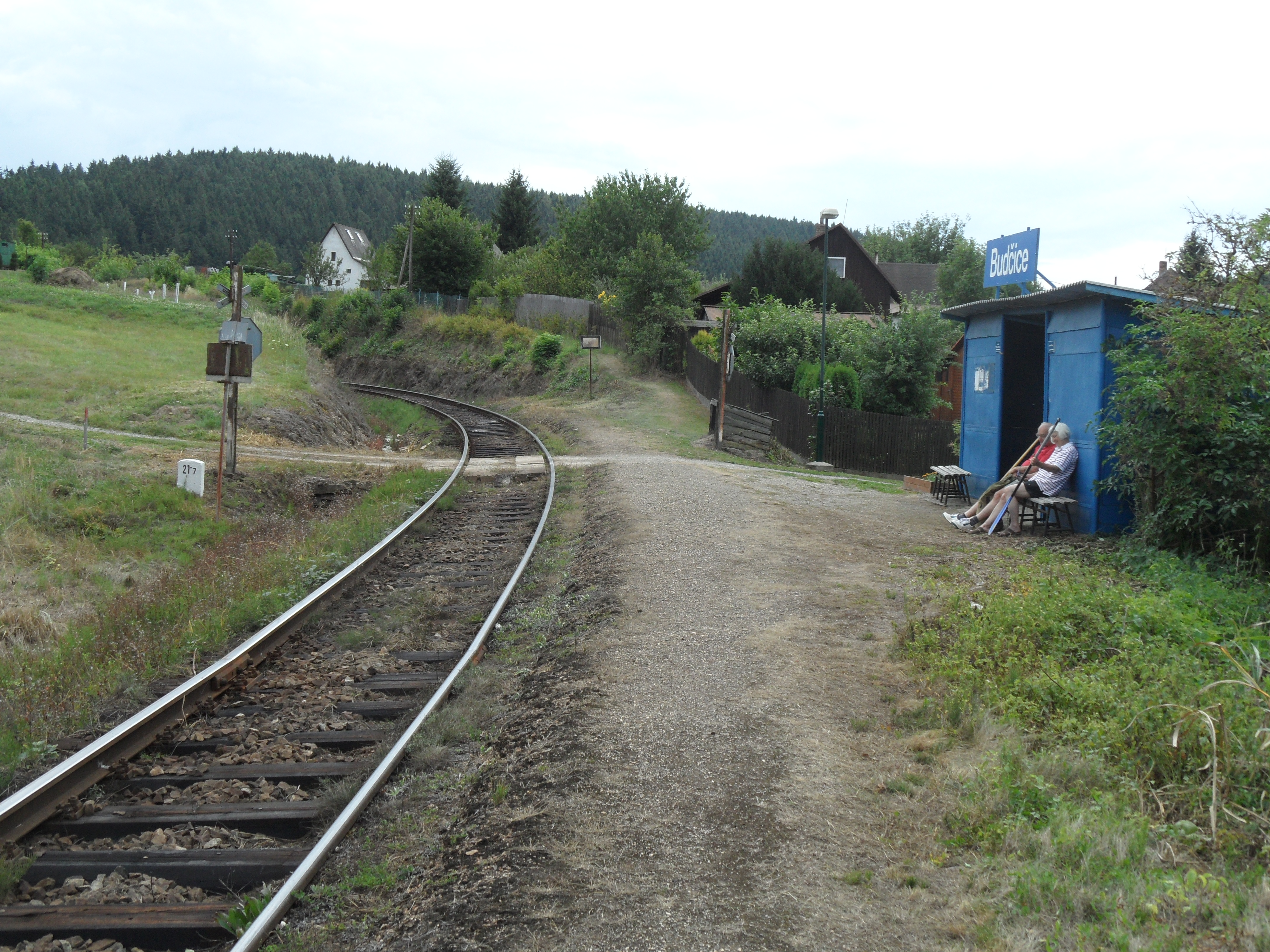
Budčice
Chřenovice
Chřenovice–Podhradí
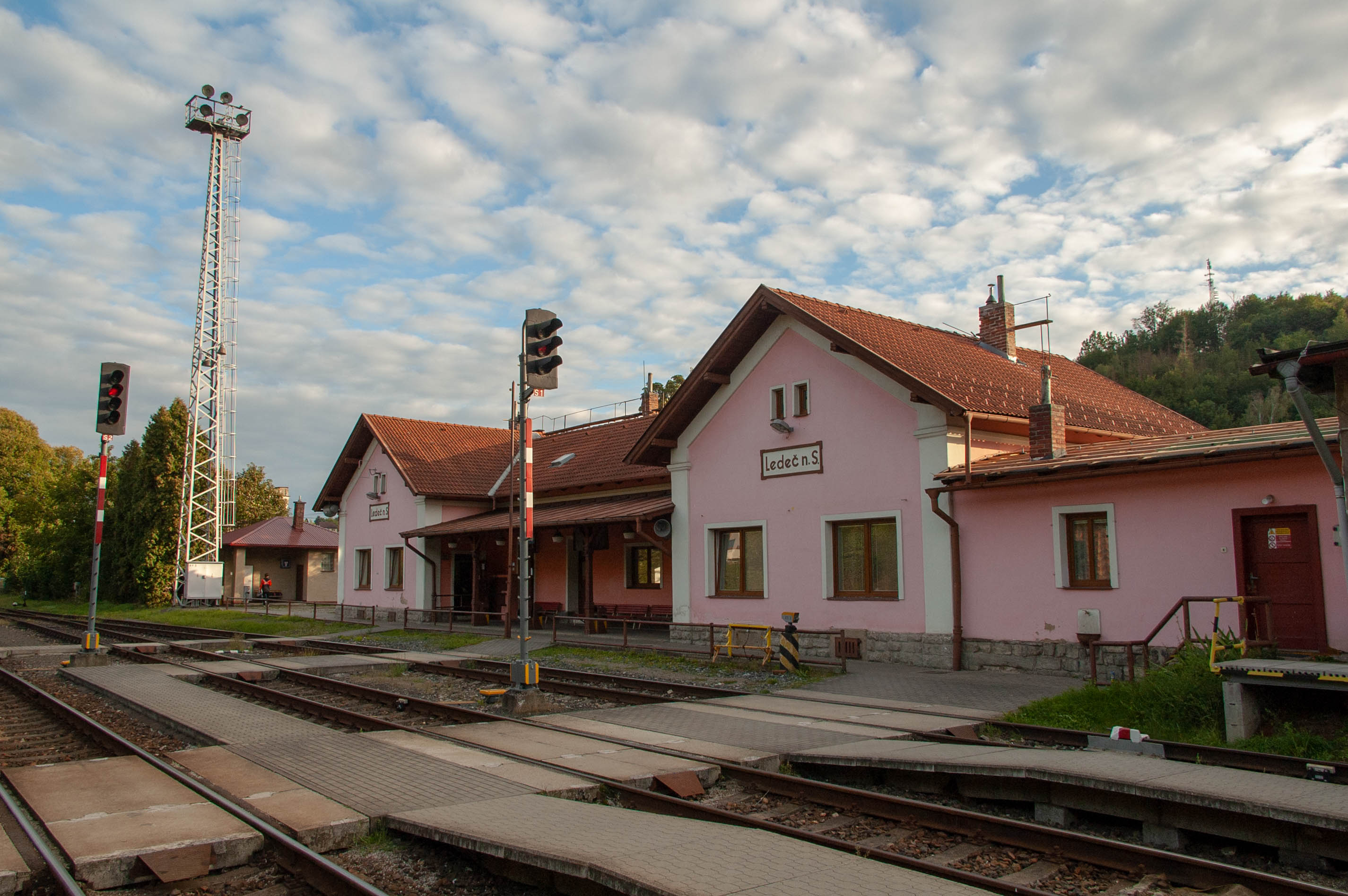
Ledeč nad Sázavou
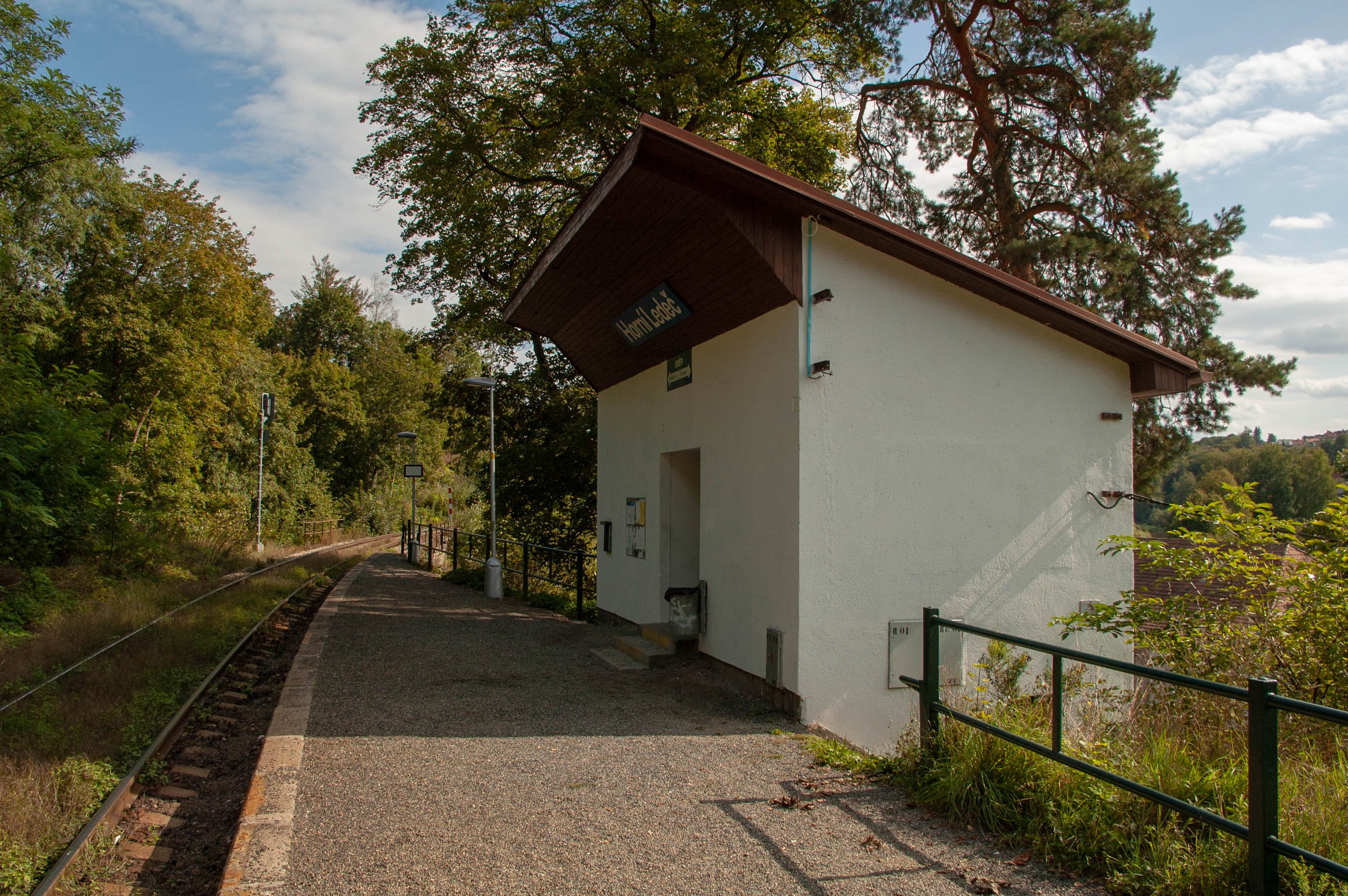
Horní Ledeč
Vilémovice
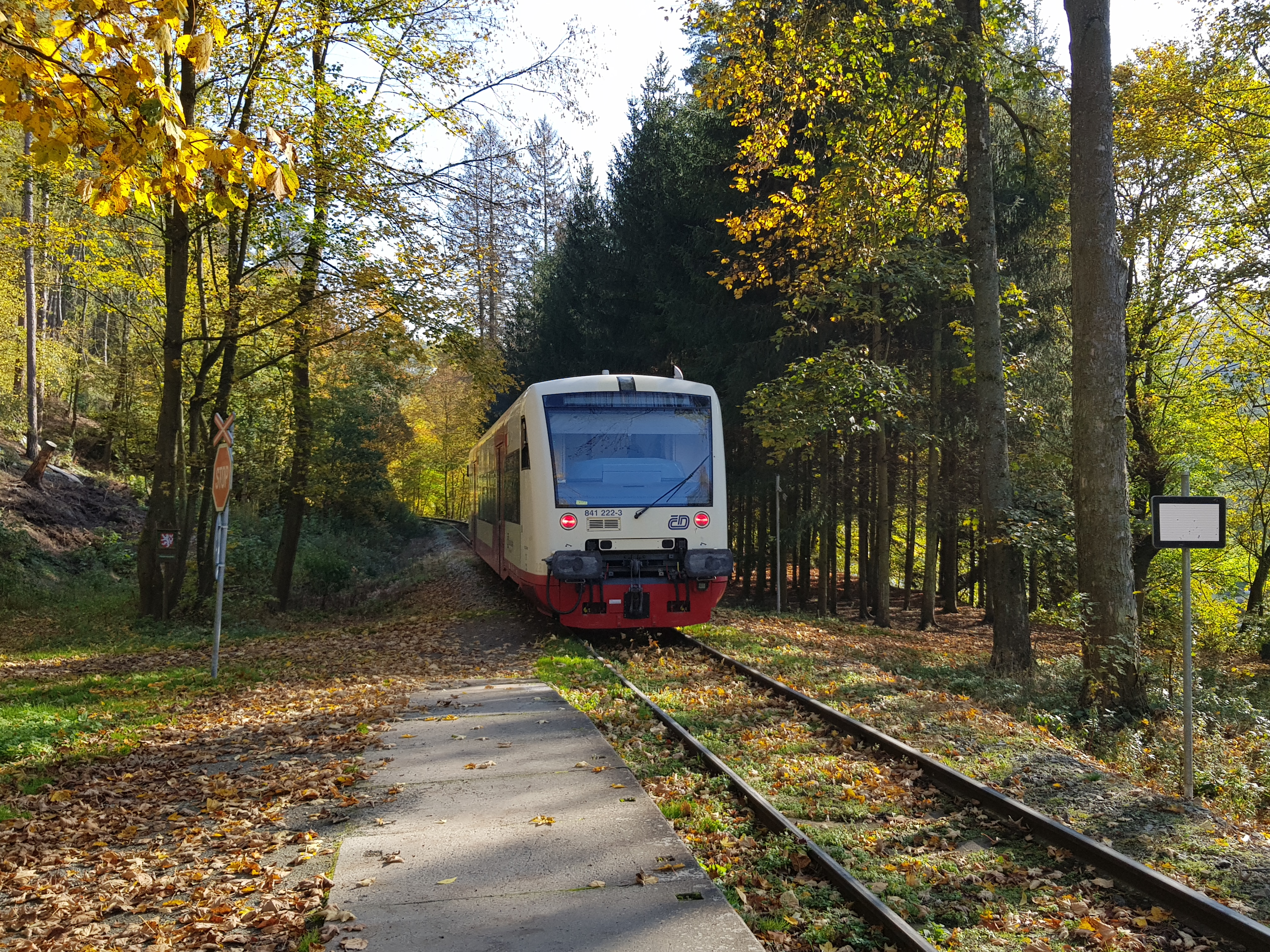
Stvořidla
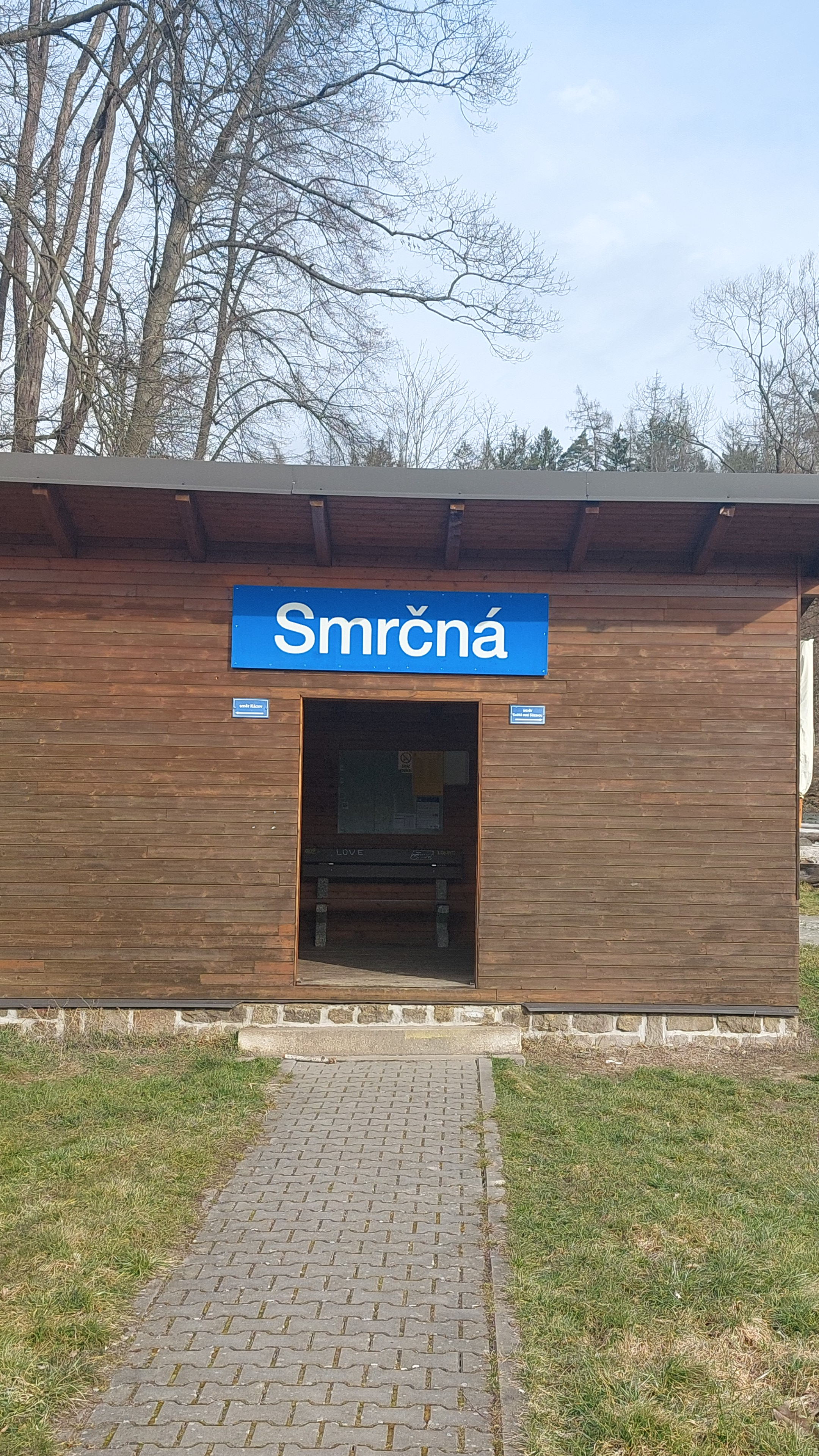
Smrčná
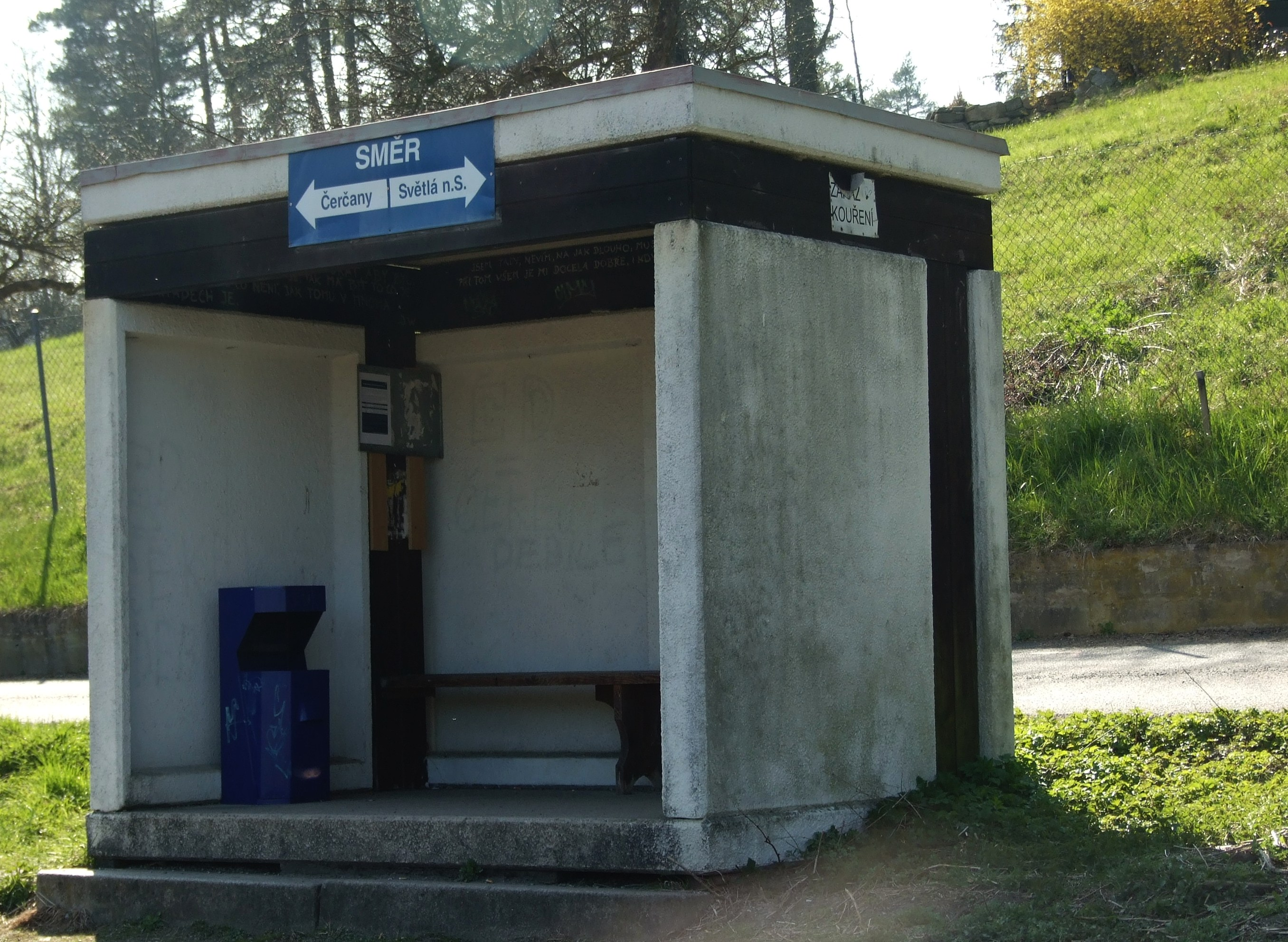
Mrzkovice
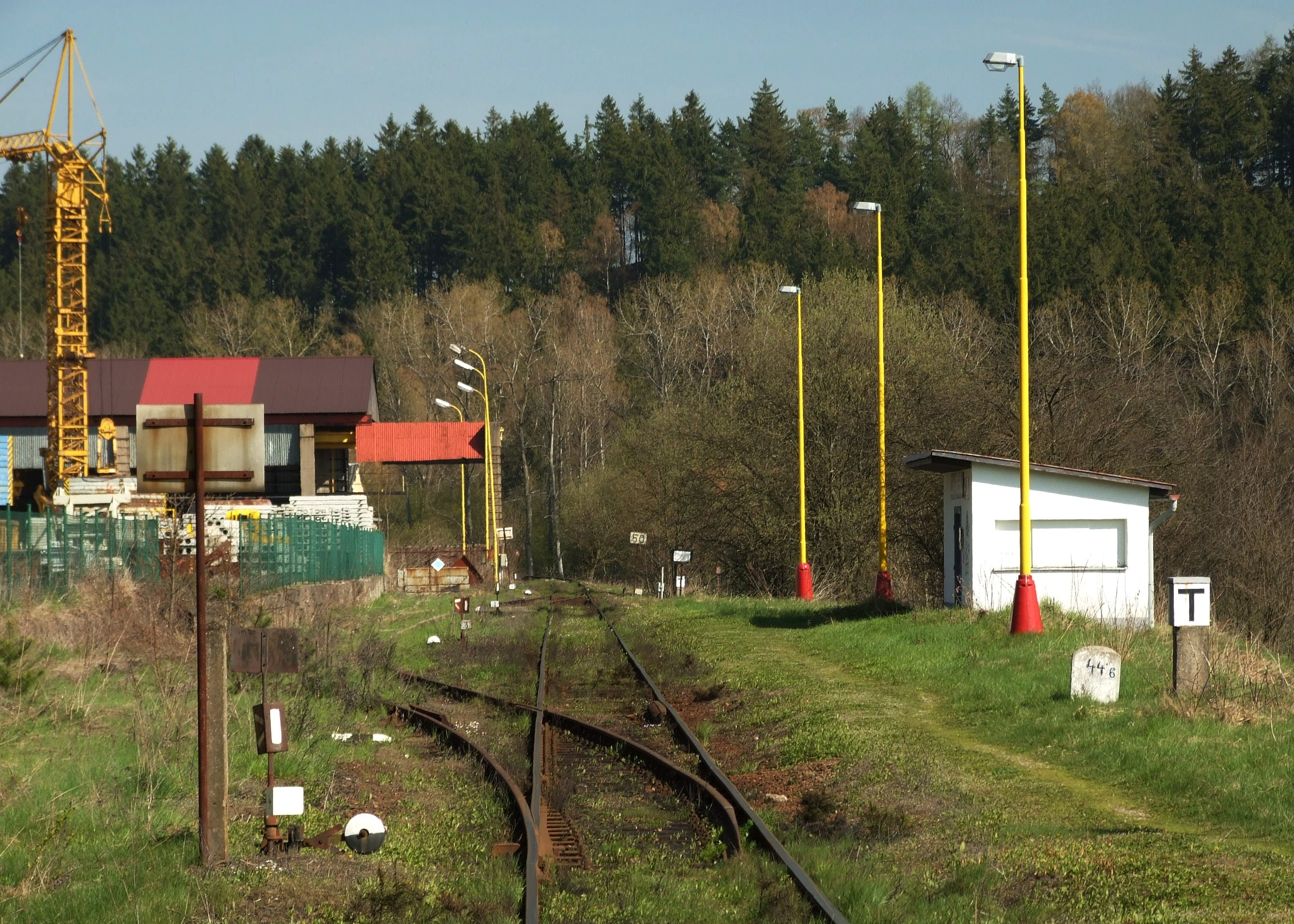
Dolní Březinka
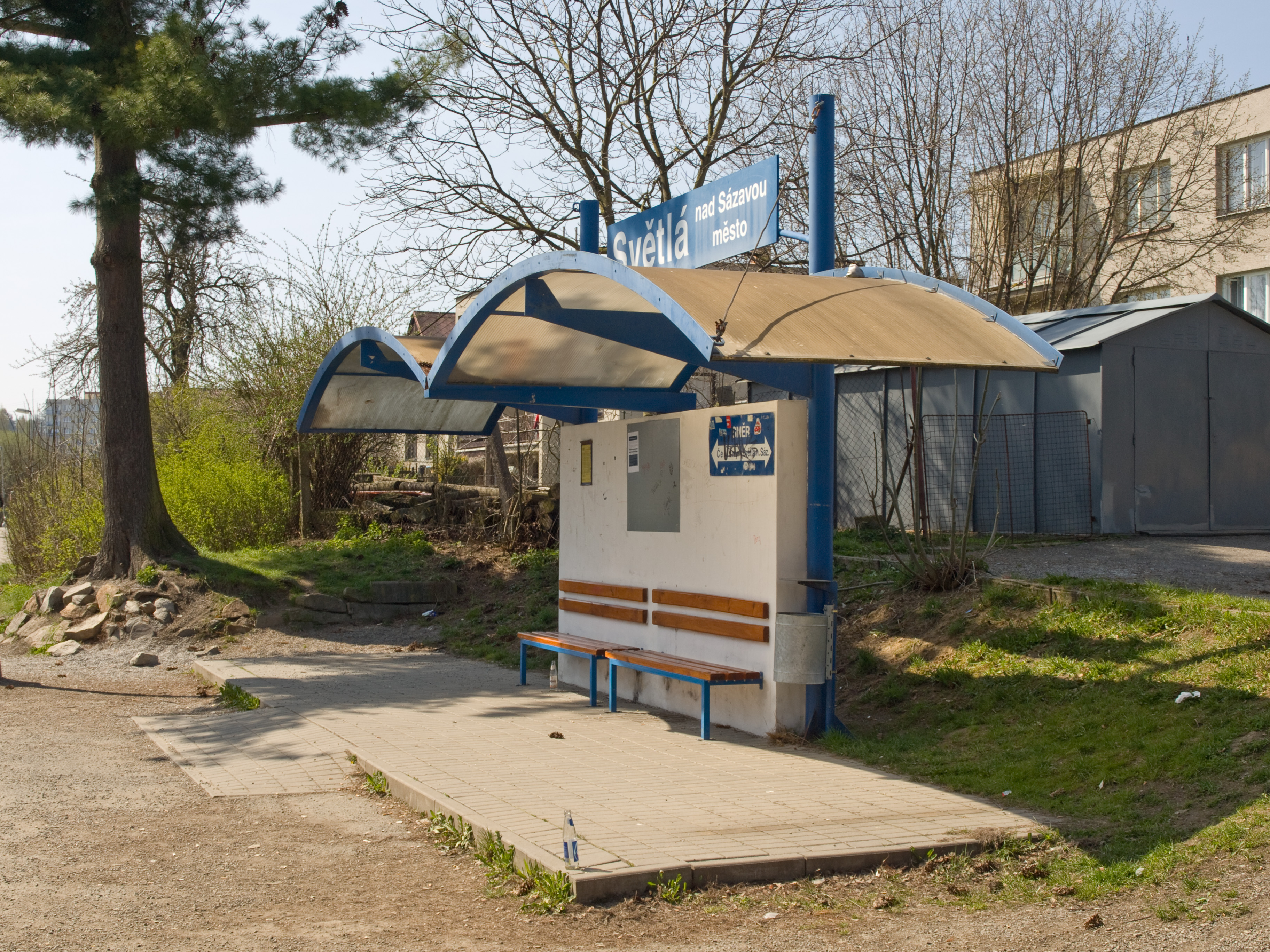
Světlá nad Sázavou město
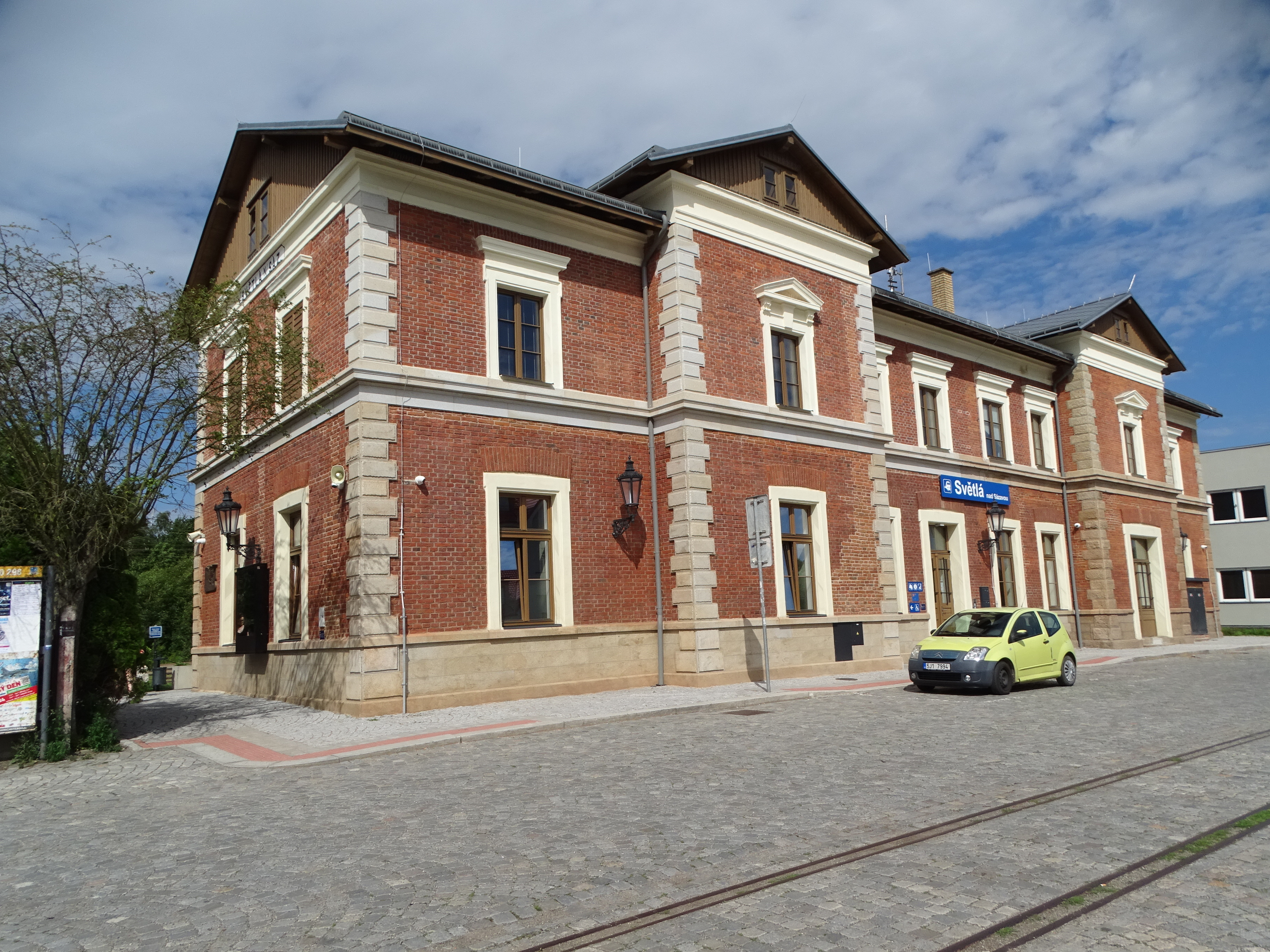
Světlá nad Sázavou